# Anatomie psa domácího

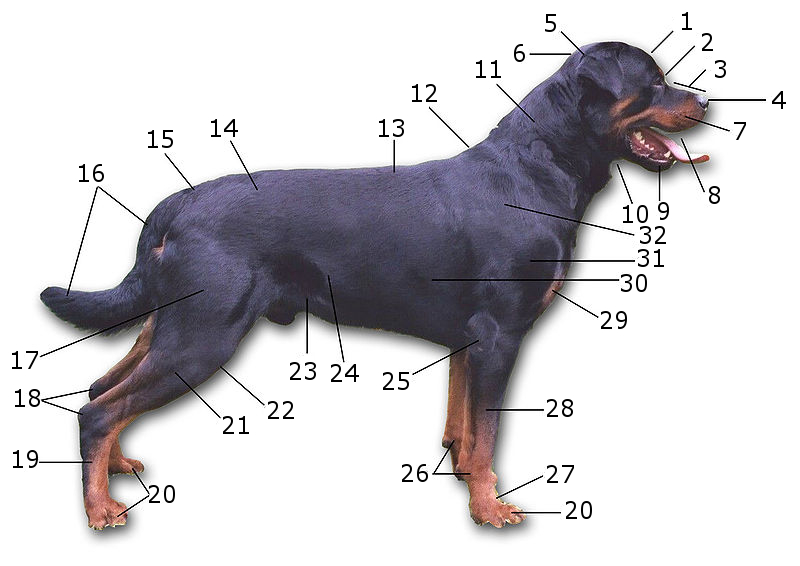
Anatomie psa:

Anatomie psa domácího popisuje stavbu těla psa domácího a s ní související vlastnosti. Během domestikace bylo vyšlechtěno nespočet psích plemen, lišících se výrazně stavbou těla i velikostí: nejmenším plemenem je čivava, s ideální hmotností 1,5 až 3 kg, obecně největším psem je irský vlkodav s kohoutkovou výškou minimálně 71 cm, rekordmanem je nicméně německá doga s kohoutkovou výškou přesahující 1 metr, nejtěžšími psy jsou bernardýn a anglický mastif, s hmotností přesahují 100 kg. Přesto jsou všichni psi příslušníci jednoho živočišného druhu a jejich vnitřní anatomie je do značné míry totožná.
Pes patří mezi psovité šelmy a stavbou těla je podobný svým divokým nejbližším příbuzným, vlku obecnému, zvláště vlku indickému (Canis lupus pallipes) a vlku himálajskému (C. lupus chanco), a dále šakalovi obecnému (C. aureus). V porovnání s vlkem má pes domácí obecně širší a kratší čenichovou partii, těžší kostru, kratší končetiny, menší a kulatější tlapy a nemívá zcela rovný ocas.
Pes domácí má štíhlé svalnaté tělo s mohutným hrudníkem. Na hrudník je pod úhlem asi 40° nasazen svalnatý krk, který nese hlavu s prodlouženou čenichovou partií. Oči jsou menší, naopak ušní boltce nápadné, původně vzpřímené a zašpičatělé, u prošlechtěných plemen též klopené a převislé. Končetiny jsou stavěny pro vytrvalost v chůzi i běhu. Pes je prstochodec, našlapuje na pružné nášlapové polštáře, což jsou zrohovatělé bezsrsté útvary na tlapkách, drápy jsou pevné, tupé a nezatažitelné. Na hrudní končetině má pes pět prstů, z nichž palec je zakrnělý a nedotýká se země, na pánevních končetinách jsou zpravidla jen čtyři prsty. Ocas psa je obecně středně dlouhý a jen málokdy je zcela rovný, často bývá šavlovitý, srpovitý nebo aspoň jeho konec je stočený vzhůru. Tělo psa je zpravidla kryté srstí různé délky i struktury.

## Kosterní soustava

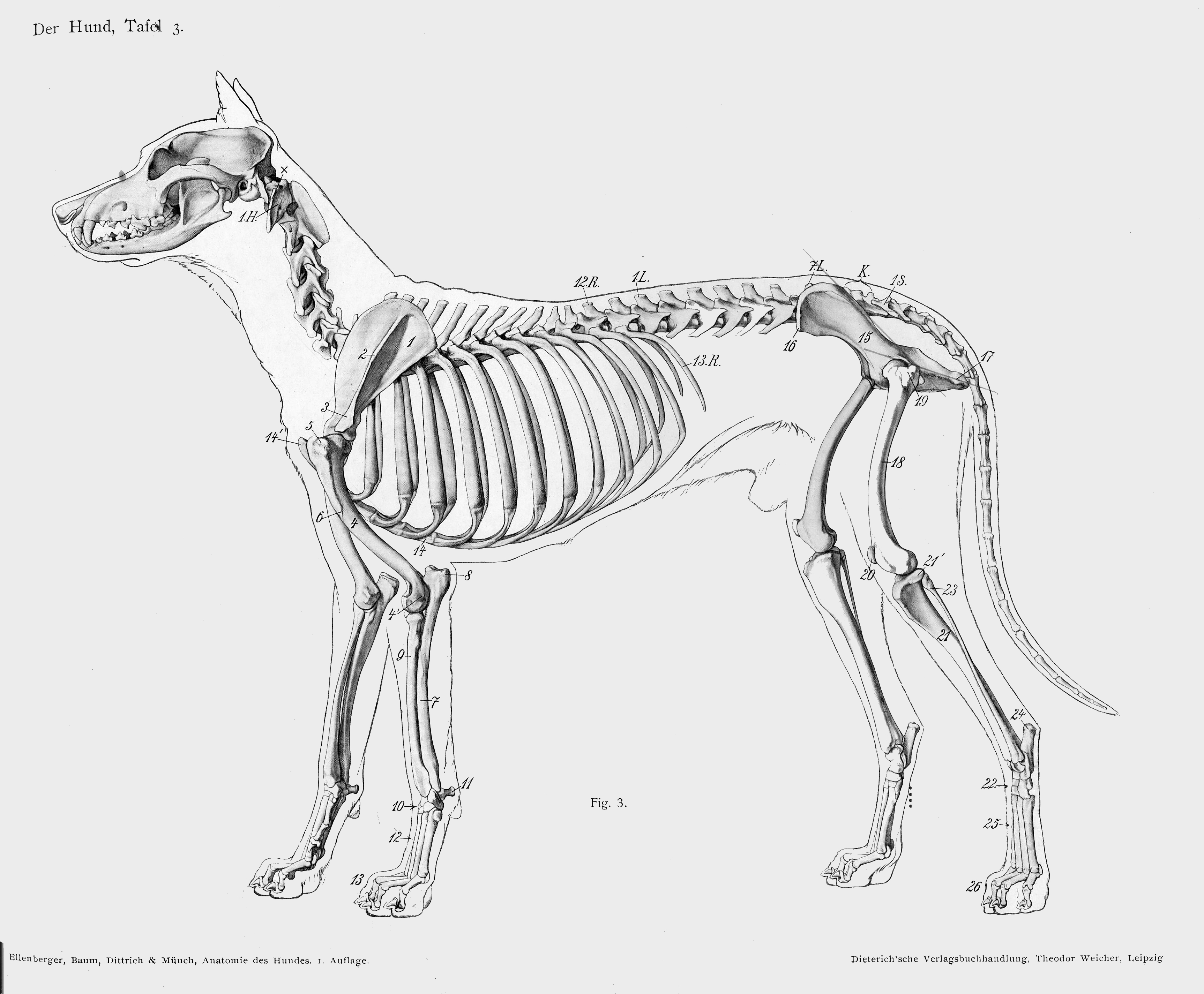
Kostra psa

Kostra psa se bez ohledu na plemennou příslušnost psa skládá z 271–282 kostí. Kostra se dělí na tři hlavní části – lebku, která chrání mozek a nese silné čelisti umožňující masožravý způsob života, osový skelet – páteř a hrudní koš, které tvoří osu těla a chrání vnitřní orgány, a kostru končetin. U většiny psů je růst dlouhých kostí do délky dokončen mezi 10. a 12. měsíci věku, i když uzavírání všech růstových plotének trvá déle, horní epifýza pažní lýtkové kosti se s tělem kosti definitivně spojuje do 15. měsíců věku a kompletní osifikace pánevní spony je dokončena do 6 let věku.
Jednotlivé kosti jsou navzájem spojeny klouby, které umožňují jejich vzájemný pohyb. Na konci kostí je pružná hladká chrupavka, která ve spojení s kloubním mazem tento pohyb dále usnadňuje. Některé klouby jsou natolik zpevněné vazy, že jsou prakticky nepohyblivé, jako je např. kloubní spojení pánve a křížové kosti. Kosti lebky jsou u psa spojeny pomocí pevných vazivovitých švů.

## Svalová soustava
Kosterní svaly psa se šlachami upínají na kosti a přenáší na ně svalovou práci, čímž umožňují pohyb celého zvířete. V psích svalech je jen málo vazivové složky, převládá svalová tkáň, přičemž v hlubokých svalech končetin zcela převládají pomalá červená vlákna typu I, která zajišťují neustálé napětí, aniž by se unavila. V povrchových svalech jsou červená vlákna společně s rychlými bílými vlákny typu II.A, která umožňují rychlý silový pohyb a přitom jsou rovněž velmi odolná proti únavě. Svaly odpovídají přizpůsobení psa jako vytrvalého běžce. Rychlá červená vlákna, která umožňují maximální silový pohyb, ale rychle se unaví, u psa nejsou. Pes ale nemá žádný mechanismus pro neúnavné stání a v klidu usedá nebo lehá.
Pes má dobře vyvinuté mimické svaly, které mu umožňují širokou obličejovou mimiku, která je pro psa důležitá při komunikaci. Stejně tak žvýkací svaly jsou mohutně vyvinuté. Pes má dále mnoho malých, uchohybných svalů, které mu umožňují pohybovat s ušními boltci.
Navzdory zjevným rozdílům ve tvaru těla se svalová soustava psa liší od svalstva člověka jen v detailech. Největší rozdíly jsou na končetinách, pes nemůže pohybovat samostatně jednotlivými prsty, počet svalů, které ovládají pohyby prstů je u něj velmi omezený. Na druhou stranu má pes na rozdíl od člověka ocas a k němu vyvinutou svalovinu ocasu, která mu umožňuje natáčet a zvedat ocas do všech stran.

## Trávicí soustava
Trávicí soustava psa odpovídá svou stavbou tomu, že pes je především masožravec. Poměr délky jeho trávicí trubice a délky těla je asi 5–6:1.

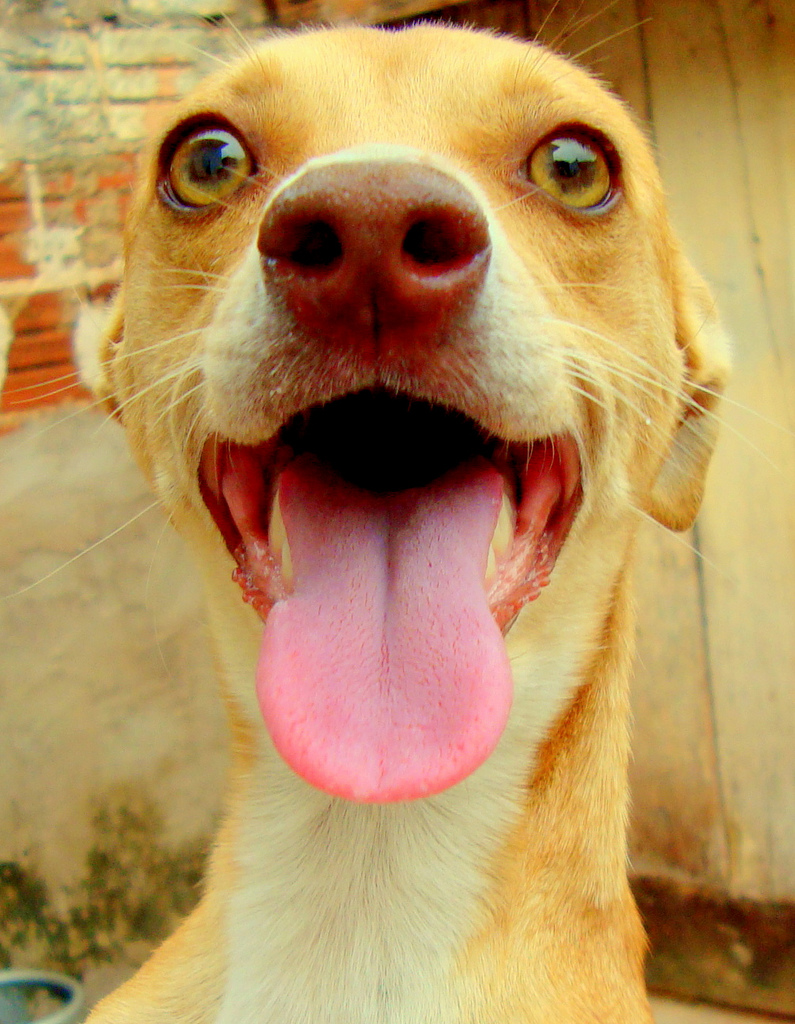
Dutina ústní u psa

### Dutina ústní
Začátek trávicí trubice je dutina ústní, u psa nazývaná morda. Vstup do mordy vymezuje dolní a horní pysk, přičemž pysky jsou velmi citlivé, dobře pohyblivé a často tmavě pigmentované. Ze sliznice na okrajích pysků vyrůstají pyskové papily. Uprostřed horního pysku je hluboká brázdička, philtrum. Sliznice pysků a tváří přechází na alveolární, tzn. zubní lůžka nesoucí plochy horní a dolní čelisti, kde je sliznice již označována jako dáseň. Tam se pevně spojuje s okosticí a vytváří dásňové papily kolem korunek zubů. Po stranách je ohraničena tvářemi. Strop dutiny ústní tvoří tvrdé a měkké patro. Na tvrdém patře na za řezáky ústí řezákový průchod, spojený s malým Jacobsonovým orgánem. Uprostřed patra je naznačený patrový šev a napříč patrem probíhá 6–10 patrových stupňů (rugae palatinae), které zabraňují vypadávání potravy. Měkké patro je tvořené svaly a při zpracovávání potravy chrání vstup do nosohltanu.
Jazyk psa je dlouhý, s hlubokým středovým žlábkem, který však nedosahuje až k hrotu jazyka. Na spodní straně se od hrotu jazyka až k uzdičce táhne hmatný útvar zvaný lyssa, který je tvořen tukovou a vazivovou tkání s ostrůvky chrupavky. Na kořeni jazyka je na každé straně jedna lístkovitá a 2–3 hrazené papily, které nesou chuťové pohárky. Většinou je jazyk růžový, mohou se na něm vyskytnout pigmentové skvrny, některá asijská plemena psů, jako je čau-čau nebo šarpej, mají jazyk černěmodré barvy.
Chrup psa je heterodontní, rozlišený na čtyři různé typy zubů: řezáky, špičáky, třenové zuby (premoláry) a stoličky (moláry). Všechny zuby jsou brachyodontní, tzn. s ukončeným obdobím růstu, třenové zuby a moláry jsou sekodontní, tedy vybíhající ve výrazné hrotité výběžky. Čtvrtý třenový zub (P4) v horní čelisti a první stolička (M1) v čelisti spodní jsou největšími zuby a vytvářejí společně tzv. trhákový komplex.

#### Mléčný chrup
Mléčný chrup psa se skládá z 28 zubů: šesti řezáků v horní čelisti, šesti řezáků v dolní čelisti, špičáků a v každé čelisti z 6 premolárů, p2, p3 a p4. Zubní vzorec štěněte tedy je:
- 3.1.3.0
- 3.1.3.0

Mléčné zuby jsou menší a mají řidší sklovinu šedivě bílé barvy, která se liší od barvy skloviny trvalých zubů. Štěňata se rodí zcela bez zubů: mléčné řezáky se prořezávají mezi 4.–6. týdnem věku, špičáky mezi 3.–5. týdnem, třenové zuby mezi 5.–6. týdnem věku. Ve stáří dvou měsíců jsou již všechny mléčné zuby plně prořezány.
Mezi třetím a čtvrtým měsícem věku se mléčné zuby postupně otírají a rozestupují se. Trvalé zuby jsou založené pod mléčnými a svým růstem mléčné zuby postupně vytlačují. Výměna zubů začíná na konci čtvrtého až v polovině pátého měsíce věku, přičemž u velkých plemen psů začíná a je ukončena dříve, než u plemen středních a malých. Nejprve dochází k výměně řezáků, kolem pátého měsíce vyrůstá trvalý třenový zub P1 a trvalá stolička M1, u půlročního štěněte začíná růst trvalých špičáků, premolárů a molárů. Trvalé špičáky mohou narůstat před mléčnými špičáky, přičemž ty ještě nevypadávají, a štěně má dočasně v mordě špičáků více, než čtyři. Přetrvává-li tento stav nad sedmý měsíc stáří, nebo je v této době v mordě psa ještě nějaký jiný mléčný zub, jedná se již o retenci mléčného chrupu. Je to stav častý u trpasličích plemen psů, zvláště u jorkšírkého teriéra, čivavy, jezevčíků nebo trpasličích pudlů. Řeší se extrakcí mléčných zubů v celkové anestezii.

#### Trvalý chrup
Zubní vzorec dospělého psa je:
- 3.1.4.2
- 3.1.4.3

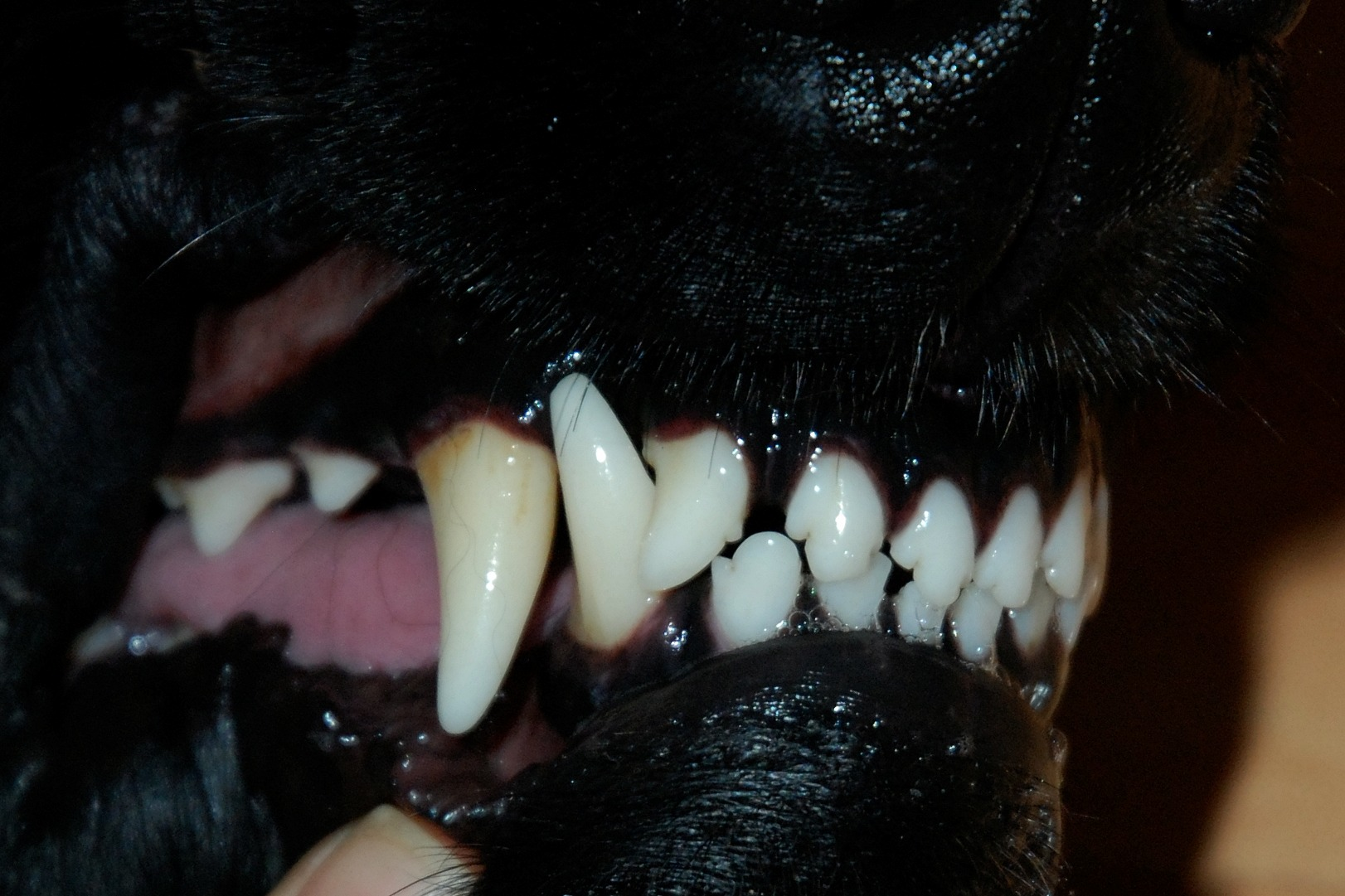
Detail zámku – dolní špičák přesně zapadá do mezery mezi horním špičákem a střeďákem

Řezáky psa jsou malé a v každé polovině čelisti jsou tři: I1 jsou též nazývány klíšťky, I2 střeďáky a I3 krajáky. Řezáky pes používá při péči o srst, k vykusování parazitů a k odhryzávání zbytků masa z kostí. Pravidelné oblouky řezáků také tvoří podporu linie mezi špičáky. Horní krajáky se dále společně se špičáky dále podílejí na stavbě tzv. zámku, který umožňuje pevné uchopení kořisti.
Špičáky psa jsou dlouhé, jednokořenové a mohutné zuby, horní špičáky zapadají do prohlubně v dolním pysku, dolní špičáky mezi horní krajáky a horní špičák. Kořeny špičáku mohou být až dvakrát delší než korunka. Jejich funkce je jak mechanická – horní špičáky pomáhají udržet horní pysk vně tlamy a dolní drží jazyk uvnitř tlamy – hlavně jsou ale uzpůsobeny k uchopení kořisti či nepřítele a k utrhávání tkáně. První premolár v horní čelisti je malý zub, který svou přítomností pravděpodobně dále zpevňuje fixaci špičáků v čelisti. Trhákový komplex složený z největších premolárů a molárů slouží ke krájení kusů masa a drcení kostí. Poslední stolička M3 je malá a nemá větší význam. Psi nemají schopnost žvýkat potravu a v dutině ústní ji rozmělnit na malá sousta, kusy potravy polykají vcelku.
Zuby psa jsou v čelisti uchyceny kořeny, kterých je v závislosti na zubu různý počet. Nejvíce kořenů, tři, mají čtvrtý premolár a stoličky v horní čelisti. Tyto zuby vězí v čelisti opravdu pevně a k jejich vypadnutí dochází zřídkakdy, jen při pokročilém onemocnění dásní. Špičáky mají sice jediný kořen, ale jeho značná délka sama o sobě tvoří dostatečné ukotvení v čelistech a špičáky proto také vypadávají jen vzácně.
počet kořenů zubů v trvalém chrupu psa (dle Černého)
|                           | jednokořenové                           | dvoukořenové              | tříkořenové  |
| ------------------------- | --------------------------------------- | ------------------------- | ------------ |
| horní čelist dolní čelist | I1, I2, I3, C, P1 I1, I2, I3, C, P1, M3 | P2, P3 P2, P3, P4, M1, M2 | P4, M1, M2 — |

Chrup psa se 42 trvalými zuby je chrup kompletní a dotyčný pes může být označen jako plnochrupý. Chybí-li některý trvalý zub, nazývá se tento stav jako oligodoncie, chudozubost. Plemenné standardy většiny plemen vyžadují kompletní chrup, přičemž chybějící P1 nebo M3 nebývá považováno za vadu vylučující. Chybějící zuby se tolerují u plemen s krátkými, deformovanými čelistmi a jsou běžné u naháčů, protože nepřítomnost třenových zubů a stoliček je geneticky svázaná s genem pro bezsrstost. Řezáky v čelisti tvoří dva pravidelné oblouky, přičemž jejich vzájemné postavení se označuje jako skus. U většiny psích plemen je požadován skus nůžkový: horní řezáky jsou umístěné mírně před řadou řezáků spodních a při skousnutí se přední plochy dolních řezáků lehce dotýkají zadních ploch řezáků horních. Těsný nůžkový skus je charakterizován přílišným dotekem dolních a horních řezáků, volný nůžkový skus je naproti tomu nůžkovým skusem s mezerou mezi řezáky 1–2 mm.
Jsou-li oba dva oblouky řezáků ve stejné úrovni a kousací hrany řezáků dosedají na sebe, vzniká skus klešťový. Standardy plemen bývá tolerován, i když není ideální a vede k rychlému obrušování zubů. Je-li dolní čelist zkrácená a mezera mezi horními a dolními řezáky je větší než 2 mm, jedná se o podkus. Vždy je považován za chybu a patologii. Občas se vyskytne u psů s příliš jemnou stavbou hlavy. Předkus je stav, při kterém je oblouk dolních řezáků před řezáky horními. Je běžný a často i standardem požadovaný u krátkolebých plemen psů. Netvoří-li řezáky pravidelné oblouky, ale některý ze zubů vystupuje, hovoří se o nepravidelném skusu. Podle odchýlení řezáku vzhledem k podélné ose oblouku může být nepravidelný skus podélný, příčný nebo kombinovaný.

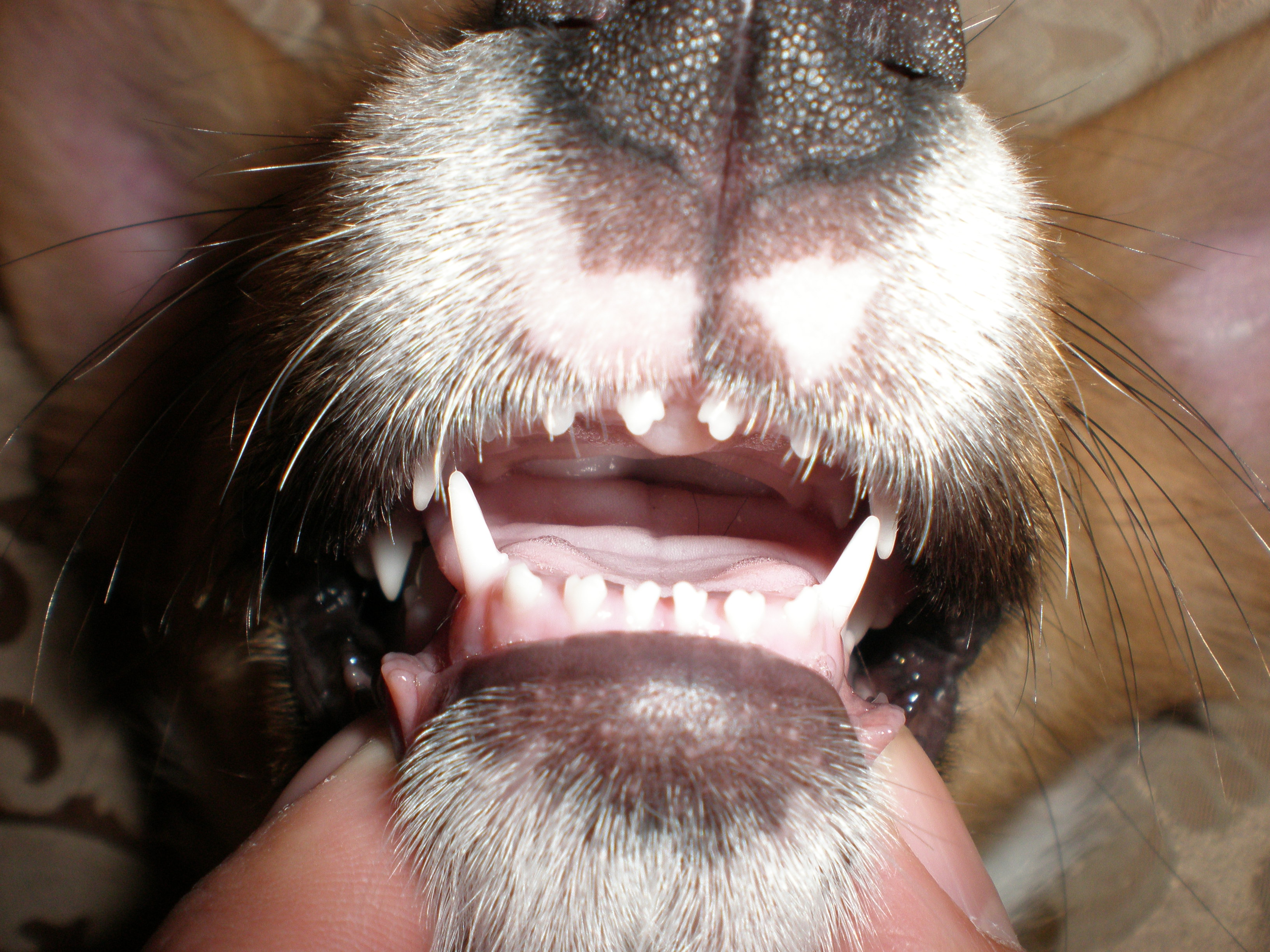
Mléčný chrup 11 týdnů starého štěněte – začíná rozestupování mléčných zubů
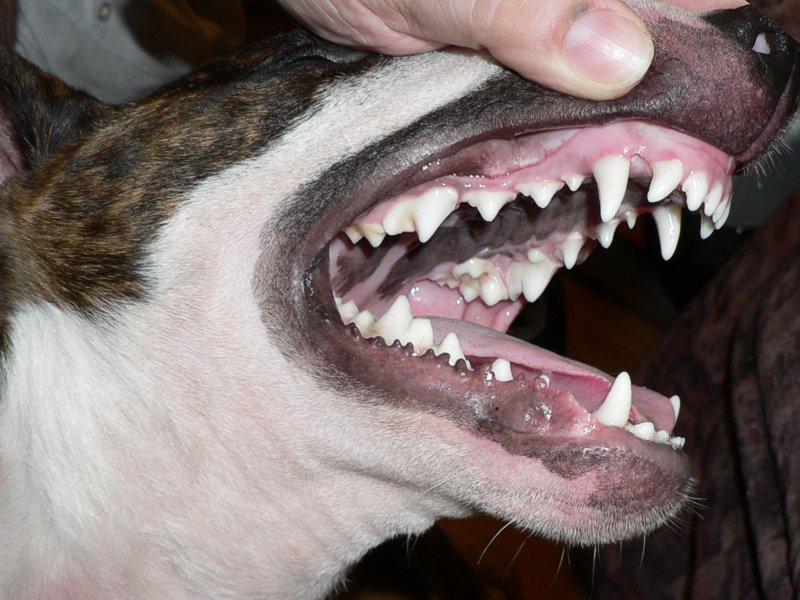
Chrup bulteriéra
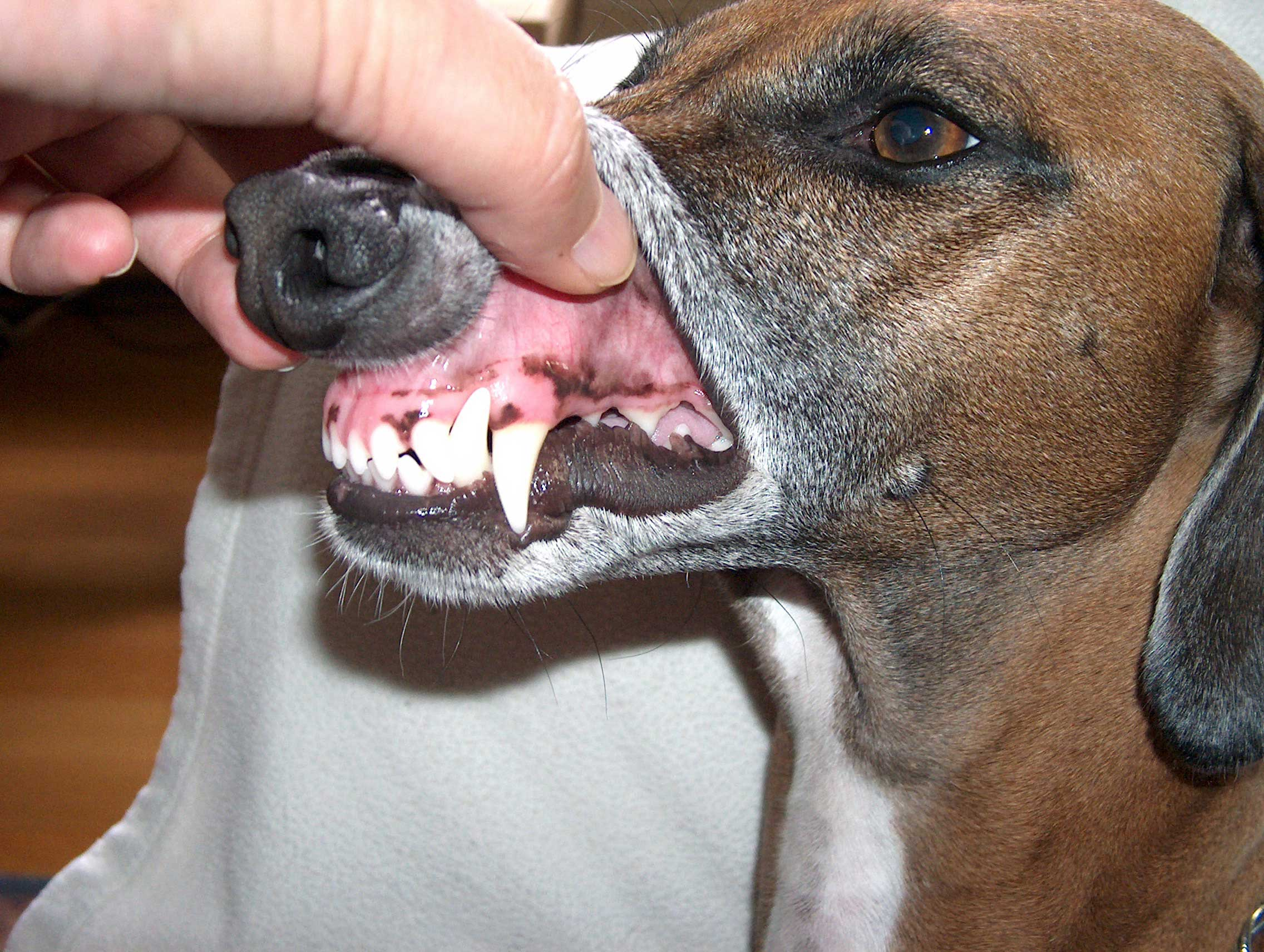
Nůžkový skus psa
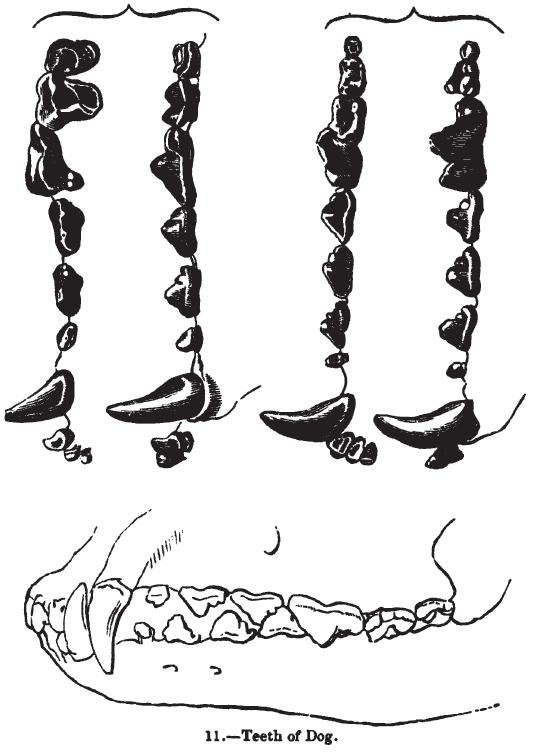
Chrup psa – postavení a tvar zubů v čelistech
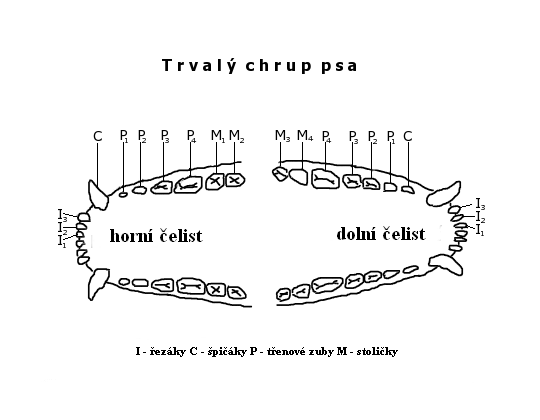
Trvalý chrup psa s popisem
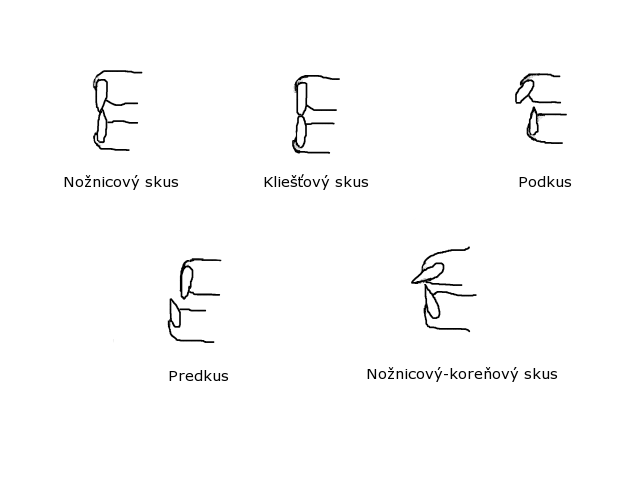
Skus psa – schema

#### Chrup a stáří psa
Stáří psa lze podle zubů určit poměrně přesně ve štěněčím věku a v době přezubování (viz výše období výměny jednotlivých mléčných zubů). U staršího psa je možno věk určit orientačně podle stupně opotřebení trvalých zubů. Korunka řezáků psa tvoří v horní čelisti tři lalůčky, ve spodní čelisti dva. Věkem se zuby opotřebovávají a lalůčky se otírají v následujícím pořadí: ve stáří půl až jeden a půl roku dochází k otírání lalůčků prvních řezáků (klíštěk) dolní čelisti, následně se do dvou a půl let otírají dolní střeďáky, v období od dvou a půl let do tří a půl let se opotřebovávají lalůčky klíštěk horní čelisti, od tří a půl let do čtyř a půl let pokračuje otírání lalůčků horních střeďáků. Do pěti a půl let pokračuje otírání lalůčků krajáků dolní čelisti, kolem pěti let začíná být patrné i opotřebování špičáků. V šesti letech jsou již všechny lalůčky řezáků otřeny a začíná zkracování vlastních těl řezáků, takže vznikají třecí plochy ukazující průřez řezákem. Otírání těl pokračuje ve stejném pořadí jako otírání lalůčků, nejprve se otřou spodní první řezáky, pak spodní druhé řezáky kolem osmého až devátého roku, pak horní první řezáky a nakonec horní druhé řezáky. Zkracování řezáků způsobuje jejich rozestupování, nepravidelné postavení a nakonec dochází ke ztrátě zubů.
Stupeň opotřebovávání záleží kromě věku také na potravě psa, jeho pracovním zatížení, životním prostředí a genetickém založení, takže je určení věku vždy jen orientační. U starších psů je na zubech objevuje zubní kámen, ale u některých malých plemen (yorkšírský teriér, pražský krysařík aj.) a u individuálních jedinců jiných plemen se zubní kámen může tvořit už v mladším věku.

### Slinné žlázy, hltan a jícen

Slinné žlázy psa

Do mordy ústí také slinné žlázy. Pes má stejně jako člověk tři velké slinné žlázy: příušní žlázu (gl. parotis), podjazykovou žlázu (gl. sublingualis polystomatica et monostomatica) a podčelistní žlázu (gl. submandibularis), ale také malé slinné žlázy v podslizničním vazivu, přičemž tvářové malé slinné žlázy jsou nahloučené do žlázy jařmové (gl. zygomatica).
Na dutinu ústní navazuje hltan a trávicí soustava dále pokračuje jícnem. Jícen psa je tvořený příčně pruhovanou svalovinou a sliznicí, je velmi roztažitelný a u středně velkého psa asi 30 cm dlouhý. Při svém průchodu krkem se klade na levou stranu, v hrudníku prochází středohrudím nad srdeční bází, prochází otvorem v bránici do dutiny břišní a vstupuje do žaludku.

### Žaludek a střeva psa
Žaludek psa je jednokomorový a jednoduchý. Má podobu vakovitě rozšířené trubice ve tvaru písmene U, která leží napříč v brániční klenbě. Jeho tvar a velikost se mění v souvislosti s jeho naplněním a polohou těla. Začíná širokým česlem (kardií), které umožňuje snadné zvracení. Je velmi roztažitelný a v poměru k tělu velký, průměrně má obsah 0,5–2,5 l, u velkého psa i 6 l. Prázdný žaludek naléhá na játra a jeho velké zakřivení začíná vlevo u 12. žebra a pokračuje do úrovně přechodu 10. žebra v chrupavku. Naplněný žaludek naproti tomu posouvá játra doprava, vyklenuje brániční klenbu o jedno mezižebří dopředu, vzadu dosahuje až ke 4. bedernímu obratli, kde odtlačuje levou ledvinu, a dole naléhá na břišní stěnu. Ve vrátníku (pyloru) žaludek přechází v tenké střevo.
Tenké střevo psa je poměrně krátké, jeho délka představuje jen asi trojnásobek až čtyřnásobek délky těla. Dvanáctník psa je dlouhý asi 25 cm, přechází od pyloru vpravo pod viscerální plochu jater jako pars cranialis, tam se otáčí, pokračuje směrem k pánvi jako pars descendens, přičemž na svém průběhu je doprovázen lalokem slinivky břišní, otáčí se kolem pravé ledviny, na úrovni 5. nebo 6. bederního obratle obchází slepé střevo a pokračuje po levé straně směrem k hlavě jako pars ascendens. U levé ledviny přechází v lačník, další část tenkého střeva. Do dvanáctníku ústí žlázy produkující trávicí enzymy, z nichž největší je bezesporu slinivka břišní. Ta má u psa podkovovitý tvar, tělo leží v blízkosti vrátníku, menší levý lalok se vkládá mezi tlusté střevo a játra, větší pravý lalok přiléhá k sestupné části dvanáctníku. Pankreas psa má dva vývody, přičemž menší, ductus pancreaticus, může i chybět. Není-li tomu tak, ústí do střeva společně se žlučovodem, 3–6 cm za vrátníkem na otvorempapila duodeni major. Druhý, přídatný vývod ductus pancreaticus accessorius ústí samostatně na papila duodeni minor 3–8 cm za pylorem. Slinivka má, stejně jako u člověka, i endokrinní složku: nejdůležitější produkovaný hormon je inzulin. Játra psa se člení na 6 laloků, které se vkládají příčně do pravé a částečně i do levé brániční klenby. Pes má také žlučový měchýř.
Střední část tenkého střeva, lačník (jejunum), tvoří 6–8 kliček na dlouhém pohyblivém závěsu, které vyplňují dolní polovinu břišní dutiny. Poslední úsek, kyčelník (ileum), je krátký a plynule přechází v tlusté střevo, se kterým má shodný průměr. Slepé střevo je malé, krátké, šroubovitě stočené a nemá červovitý výběžek.
Nejdelší část tlustého střeva, tračník (colon), je u středně velkého psa dlouhý asi 65 cm a stejně jako u člověka se dělí na vzestupný (colon ascendens), příčný (colon transversum) a sestupný (colon descendens). Je uložen při stropu břišní dutiny. U 7. bederního obratle přechází v konečník (rectum), který vstupuje do pánve a nakonec ústí řitním otvorem ven z těla.

## Dýchací soustava

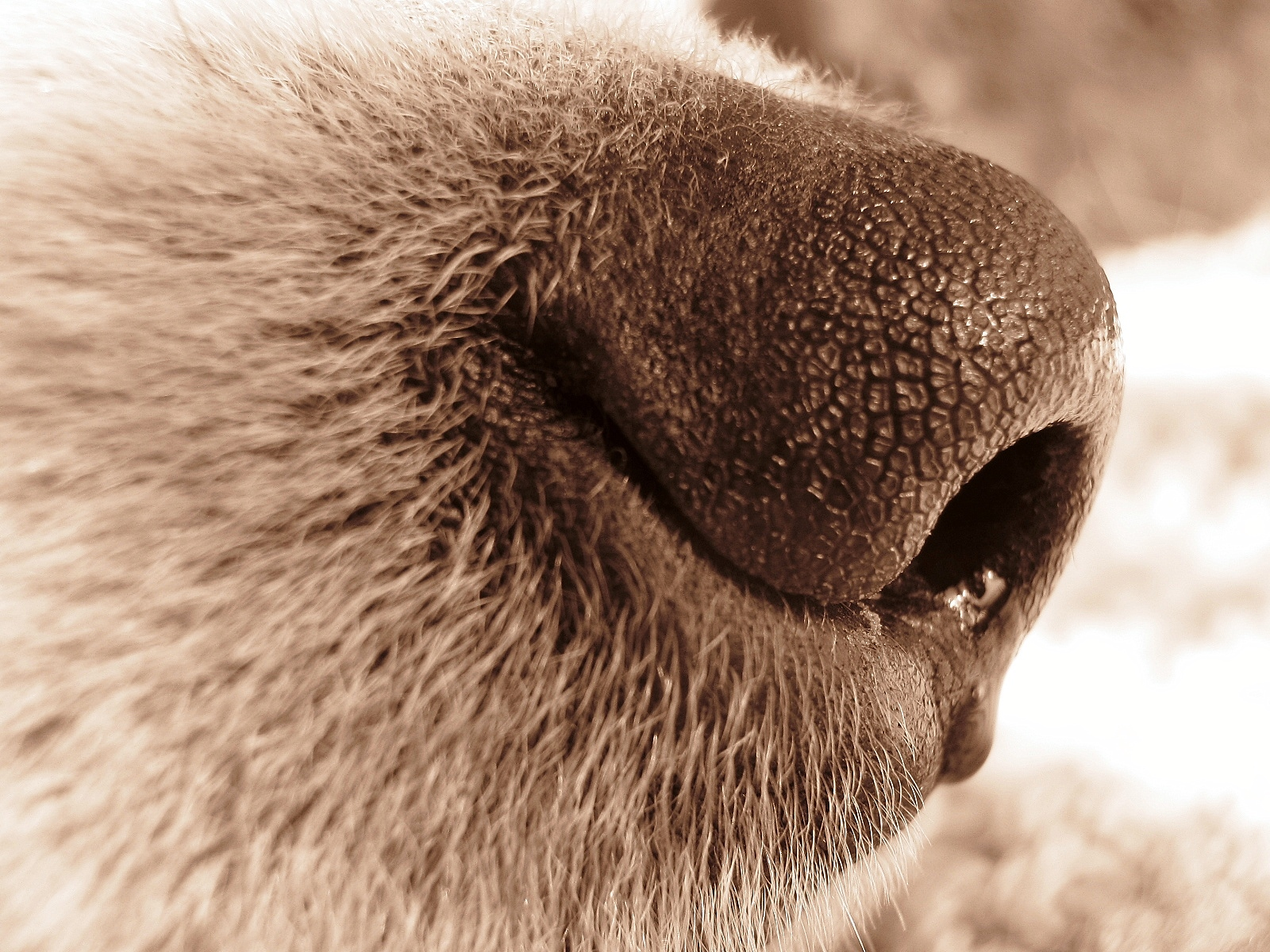
Detail nozdry psa

Dýchací soustava psa je tvořena dýchacími cestami a plícemi. Horní cesty dýchací začínají zvenku čenichem s nozdrami. Nosní houba je tmavě pigmentovaná, houbovitá a zvlhčována nosními sekrety. Nozdra psa na boku pokračuje hlubokým žlábkem (sulcus alaris), který vede nahoru a do strany. Při čichání slouží psovi k vydechování, aby si nerozvířil sledovanou pachovou stopu.
Dutina nosní psa je rozdělena nosní přepážkou na dvě části na každá polovina je dále rozdělena na horní, střední a dolní průchod třemi páry nosních skořep a s nimi spojenými slizničními řasami. Velká část nosní dutiny je vystlána respirační sliznicí s víceřadým řasinkovým epitelem, který zachycuje nečistoty z vdechovaného vzduchu a zvlhčuje ho. Četné žilní pleteně v podslizničí vzduch také ohřívají. Horní nosní průchod ústí do oddílu vystlaného čichovou sliznicí. Plocha čichové sliznice psa se průměrně pohybuje od 60 do 170 cm2, naproti tomu u člověka je to pouhých 5 cm2. Do nosní dutiny ústí velká postranní nosní žláza (gl. lateralis nasi), jejíž řídký sekret vytéká nozdrami ven a neustále zvlhčuje nosní houbu psa, a slzovod. Pes má vedlejší nosní dutiny, a to jednu větší v čelní kosti a malou výchlipku v horní čelisti (recessus maxillaris). Nosní dutina přechází dvěma choanami do nosohltanu.
V hltanu se kříží dýchací cesty s trávicí soustavou. Vchod do hrtanu je při polykání uzavřen hrtanovou příklopkou. V hrtanu psa se nacházejí hlasivky, které umožňují štěkání, kňučení a vytí. Hrtan je posledním úsekem horních cest dýchacích, dále již pokračují dolní cesty dýchací: průdušnice psa je pevná trubice zpevněná 42–46 chrupavčitými prstenci, na průřezu je kulatá a vystýlá ji sliznice s víceřadým řasinkovým epitelem. Vstupuje do hrudníku psa a nad srdeční bází se rozvětvuje na dvě průdušky, které vstupují do plic. Pravá plíce je výrazně větší než levá a je hluboce rozdělena na čtyři laloky, které jsou zavěšené na plicní stopce tvořené průduškou a cévami. Levá plíce je podobně rozdělena na laloky tři. Dělením průdušek vzniká tzv. plicní strom, přičemž posledním dělením vznikají průdušinky, které přivádějí vzduch do plicních sklípků. Tam probíhá výměna plynů mezi vzduchem a krví.
Při dýchání je nejdůležitějším svalem bránice, která se uplatňuje při nádechu, společně s ostatními dýchacími svaly, jako jsou zevní mezižeberní svaly nebo svaly šikmé. Výdech je za normálních okolností pasivní děj. Při dušnosti se do něj zapojují i svaly břišního lisu.
Kromě samotného dýchání má u psa dýchací soustava důležitou funkci i při regulaci tělesné teploty. Při zvýšené teplotě prostředí pes zrychluje dechovou frekvenci a ochlazuje se odpařováním sekretů z vnitřní plochy dýchacích cest.

Řez hlavou
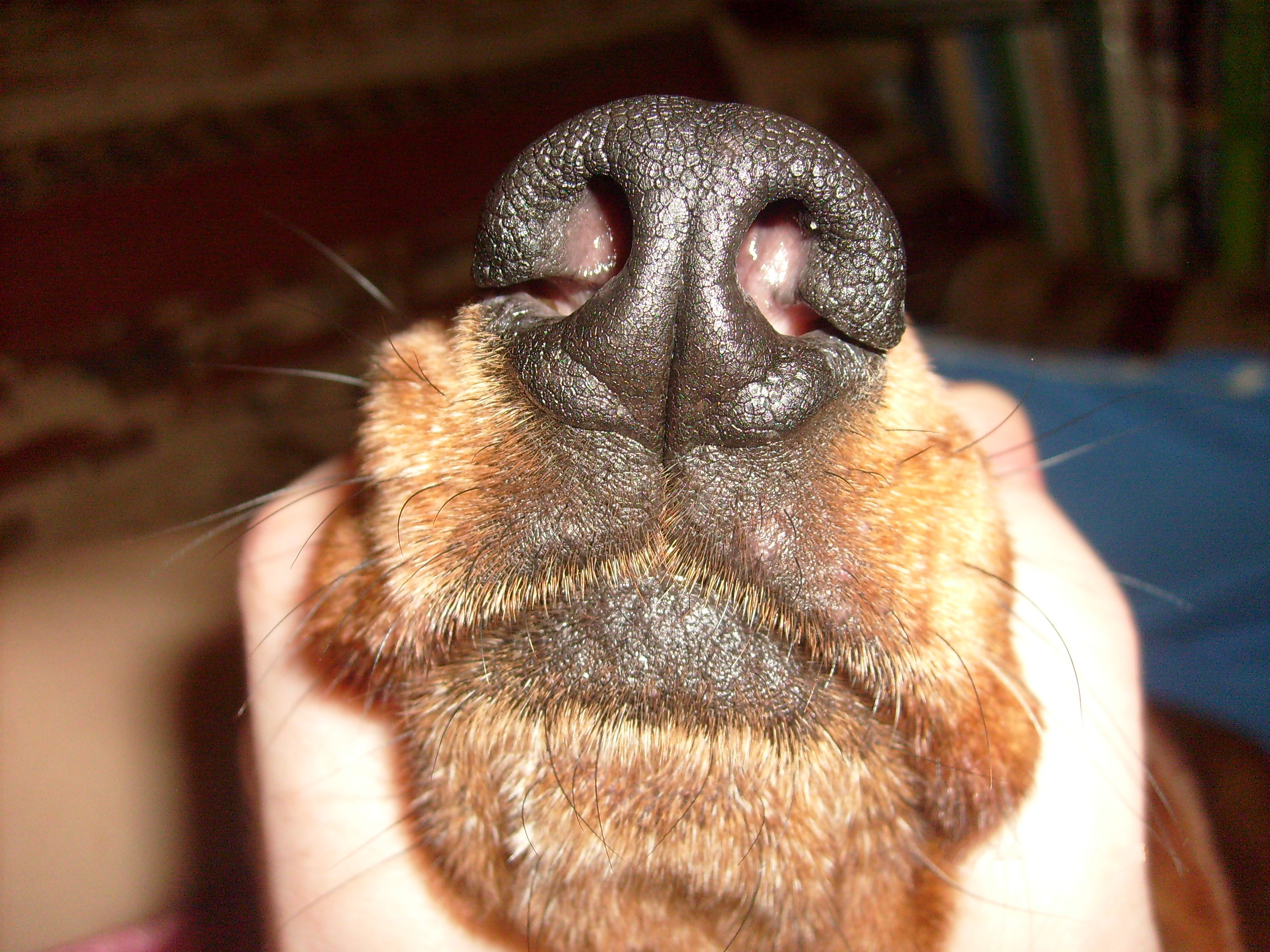
Čenich psa – patrná je růžová sliznice předsíně dutiny nosní
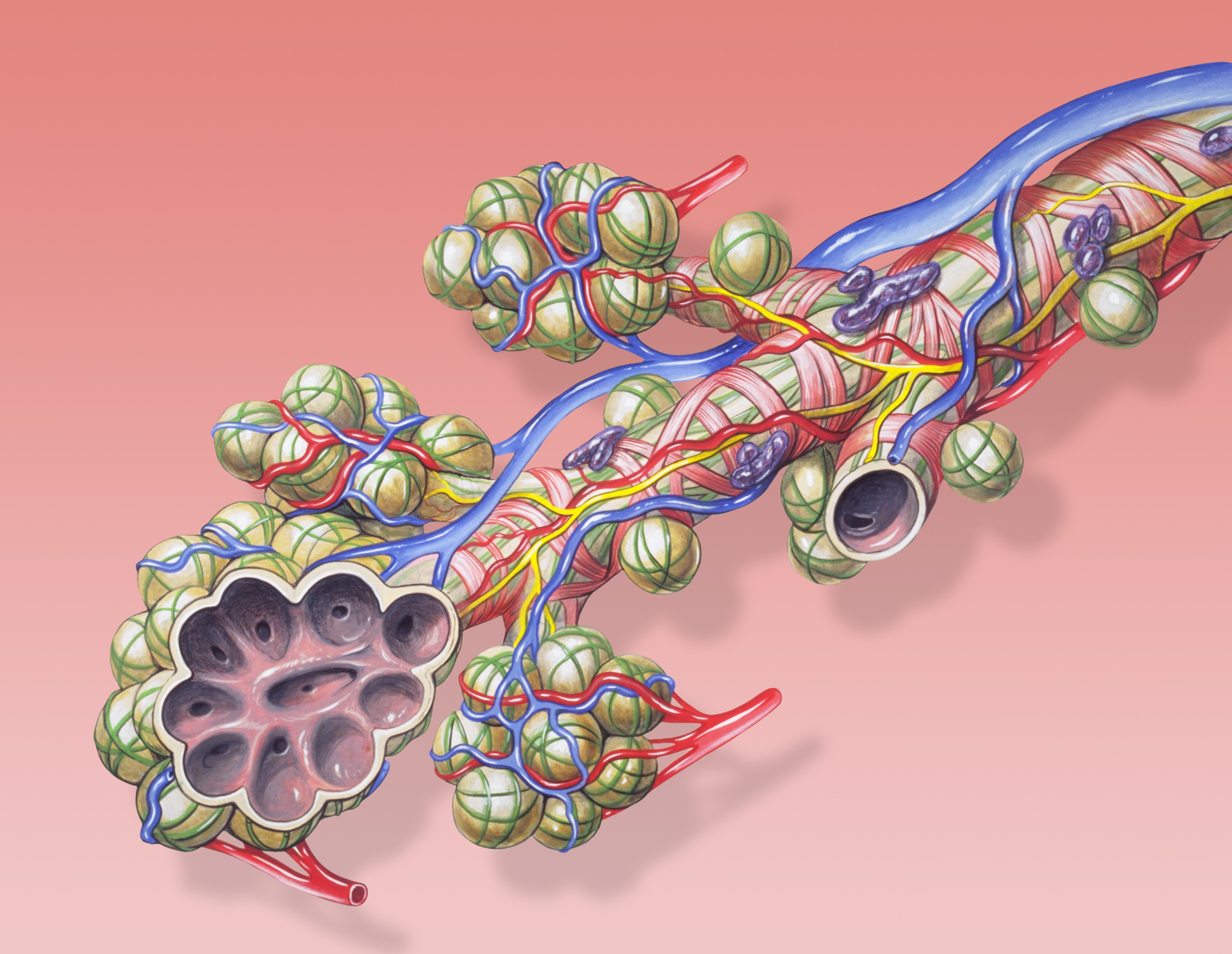
Průdušinky a plicní sklípky
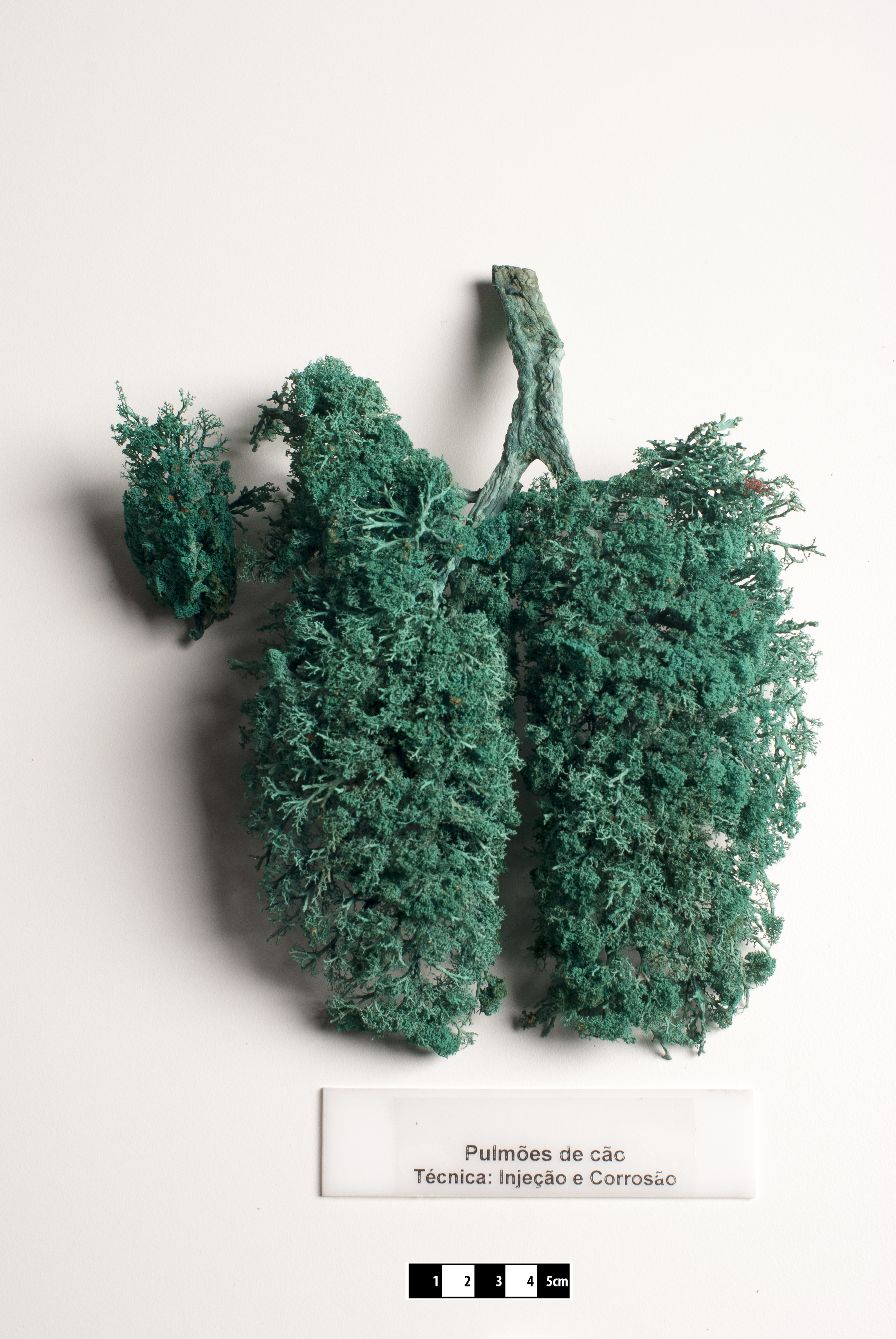
Plíce
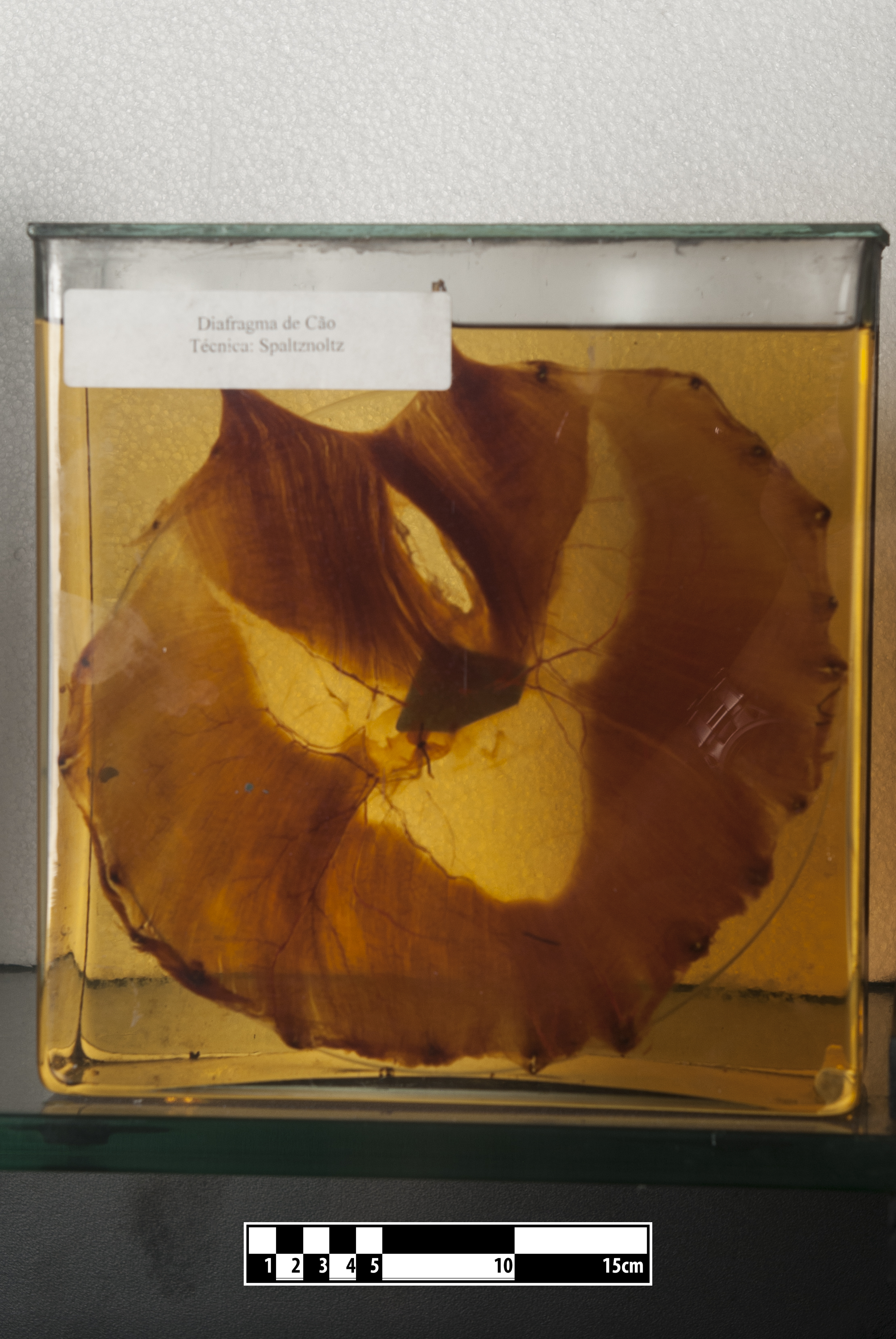
Bránice

## Vylučovací soustava

Vylučovací soustava feny

Vylučovací soustavu psa tvoří párové ledviny, které se nacházejí u stropu břišní dutiny. Tvoří 0,6% hmotnosti psa, a jejich délka odpovídá 2,5 – 3,2 násobku délky bederního obratle zvířete, šířka pak 1,4 – 1,8 násobku bederního obratle. Ledviny psa jsou větší než ledviny feny. Levá ledvina je poněkud volnější a pohyblivější, je těžší než pravá a je zavešená v rozsahu 2.–5. bederního obratle. Pravá ledvina se vkládá do jámy v ocasatém laloku jater, je proto pevněji fixovaná v dutině břišní, její přední část je u 12. žebra, zadním pólem sahá do úrovně 2.–3. bederního obratle. Ledviny mají fazolovitý tvar, na povrchu jsou hladké a jsou rozlišené na kůru a dřeň. Kůra ledviny psa je silná 3–8 mm a obsahuje hlavní funkční jednotky ledvin, nefrony. Dřeň je složena s kompletně srostlých pyramid, jednotlivé vývodné kanálky proto ústí do ledvinové pánvičky na jediné společné papile v podobě hřebenu (crista renalis), čímž se psí ledvina liší od ledviny lidské, kde kanálky ústí samostatně na vlastních ledvinových kalíšcích.
Z ledvin vystupují močovody, u středně velkého psa je močovod asi 12–16 cm dlouhý, přičemž pes má delší močovody než fena. Močovody ústí do močového měchýře. Ten se stavbou neliší od močového měchýře člověka, zasahuje hluboko do břišní dutiny a při maximální náplni může sahat až k pupku. Močová trubice psa – samce je velmi dlouhá, prochází přes sedací oblouk, společně s topořivým tělesem je vložena do žlábku v penisu a pokračuje až na hrot žaludu, kde vyúsťuje. U fen je naopak močová roura krátká, po přechodu přes sedací oblouk pokračuje podél dolní stěny pochvy a ústí v poševní předsíni.

## Oběhová soustava
Oběhová soustava psa je uzavřená soustava cév, rozdělená na velký a malý krevní oběh. Krev je v oběhu udržována pravidelnými stahy srdce.

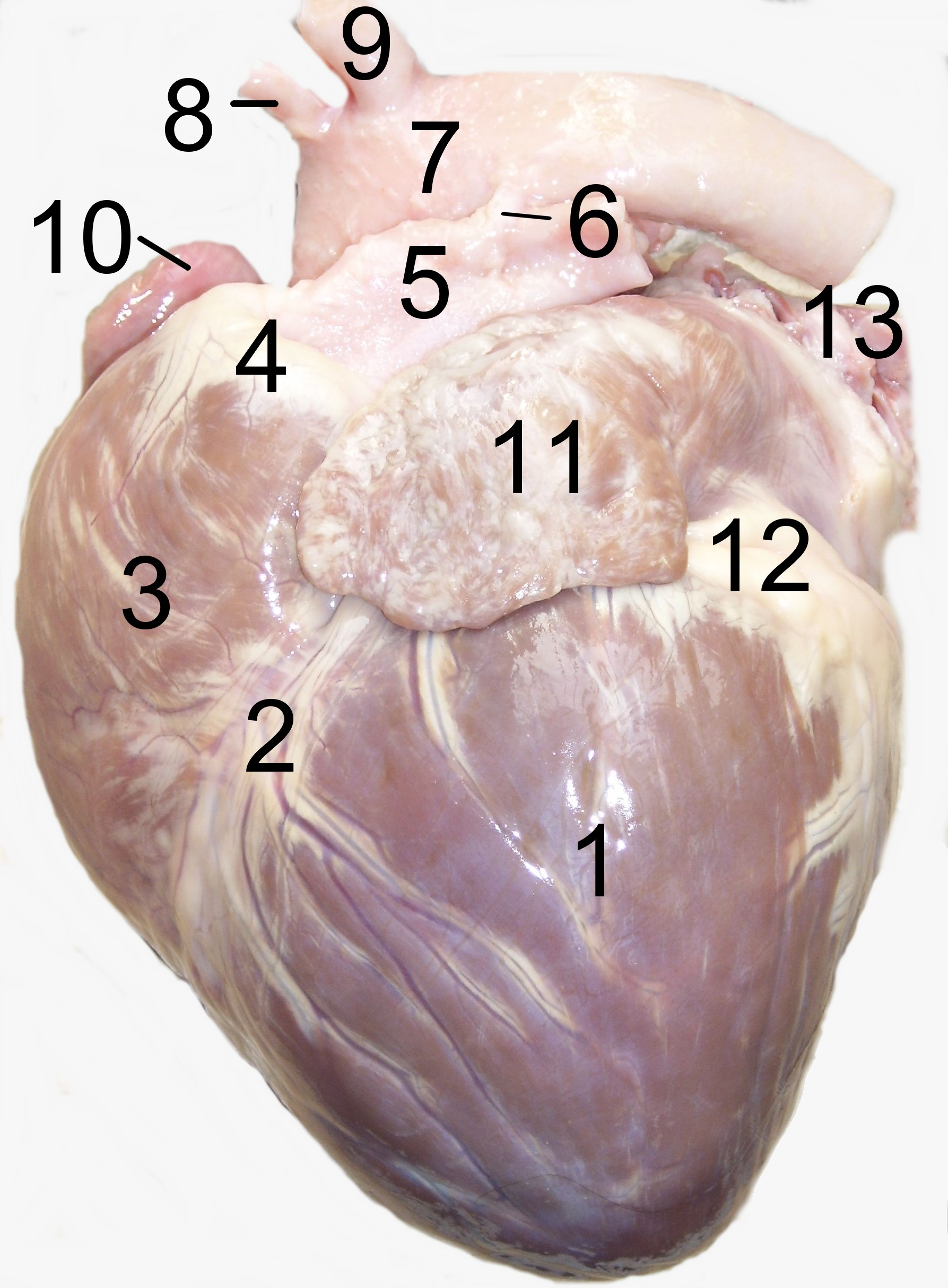
1 levá komora, 2 sulcus interventricularis paraconalis, 3 pravá komora 4 výstup plicní tepny, 5 plicní kmen, 6 ', 7 aortální oblouk, 8 hlavopažní kmen, 9 levá podklíčková tepna, 10 pravé ouško, 11 levé ouško, 12 ', 13 plicní žíly

Srdce psa je poměrně velké, představuje 0,7 % hmotnosti zvířete. Je uloženo v středohrudí, tedy v hrudníku mezi plícemi, hrudní kostí a bránicí, při pohledu z boku poměrně ležatě na hrudní kosti, jeho dlouhá osa s hrudní kostí svírá úhel 40°. Báze srdeční se nachází ve výšce poloviny prvního žebra v rozsahu 3.–6. žebra, srdeční hrot směřuje k chrupavce žebra sedmého. V porovnání v člověkem leží srdce více uprostřed, 3/7 srdce leží na pravé straně hrudníku.

### Velký krevní oběh psa

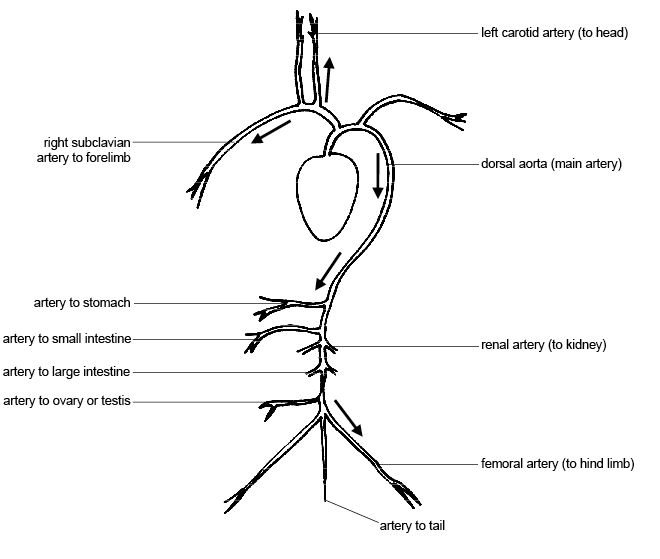
Schema – hlavní tepny velkého oběhu psa

Z levé komory srdce vystupuje vzestupná aorta, ze které vycházejí cévy zásobující krví samotné srdce – věnčité tepny. Psí srdce je z větší části živené levou věnčitou tepnou, pravá zásobuje jen stěnu pravé komory. Vzestupná aorta přechází v aortální oblouk (arcus aortae), z něj pak vybíhají větve pro krevní zásobení hlavy, krku a hrudních končetin – hlavopažní kmen (ze kterého se dále větví pravá i levá krkavice, pravostranná povrchová krční tepna a tepny hrudníku a pravá tepna podklíčková) a levá tepna podklíčková, která se rozděluje levá lopatková tepna, levostranná povrchová krční tepna, levá hluboká krční tepna a nakonec přechází v levou podpažní tepnu, která zásobuje krví levou hrudní končetinu.
Sestupná část aorty prochází hrudní a břišní dutinou a je proto dělená na dvě části – část hrudní (pars thoracica) a část břišní (pars abdominalis). Z pars thoracica vycházejí drobné větve pro zásobení plic, jícnu, perikardu a středohrudí a dále mezižeberní tepny. Z pars abdominalis vystupují důležité větve pro cévní zásobení břišních orgánů a také větve pro zásobení pánevních končetin.
Odkysličenou krev z přední části těla odvádí horní dutá žíla, do které ústí párová v. brachiocephalica dextra et sinistra. Do té teče krev z vnitřní i zevní hrdelnice a podpažní žíly. Ze zadní části těla odvádí krev dolní dutá žíla, která sbírá krev z žil z vnitřních břišních orgánů a také z nepárové žíly, vény azygos dextra.

### Malý krevní oběh psa
Je stejně jako u člověka tvořen plicní tepnou, která vychází z pravé komory a větví se v plicích, a plicními žilami, které sbírají okysličenou krev z plic a odvádějí ji do levé síně.

## Lymfatická soustava

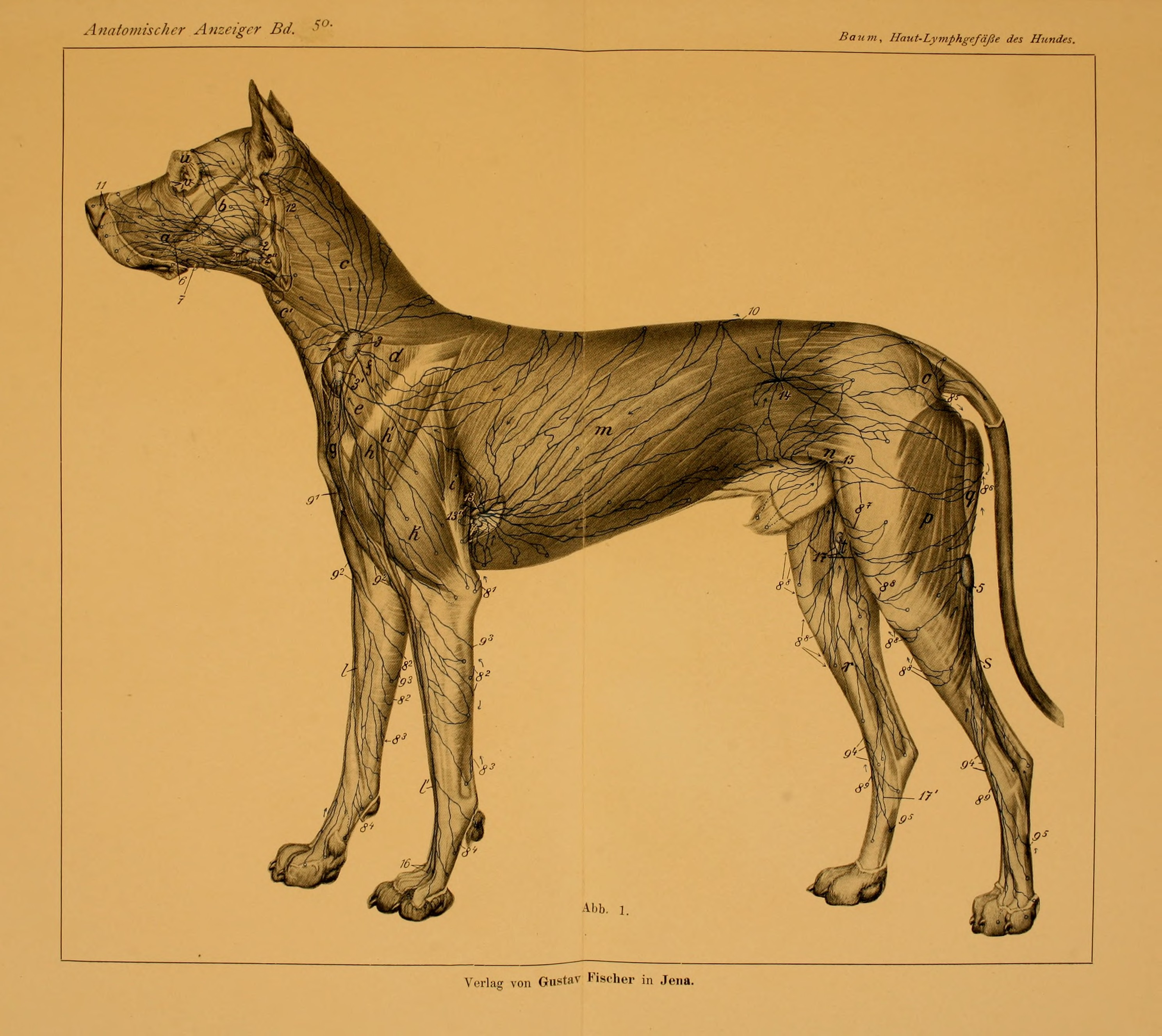
Povrchové lymfatické cévy psa

Lymfatická soustava psa odvádí lymfu vzniklou z tkáňového moku zpátky do žil a má nezastupitelnou funkci v imunitním systému. Do lymfatických cév jsou vloženy lymfatické uzliny, ve kterých jsou přítomné leukocyty, hlavně lymfocyty a makrofágy, které aktivně ničí případné choroboplodné zárodky. Při boji s infekcí (či prostě při místním zánětu) zduří příslušná mízní uzlina nebo uzliny, které odvádějí mízu z postiženého místa. Toto zduření je vyšetřitelné pohmatem. Na těle psa je několik hmatných mízních uzlin, které jsou vyšetřovány při klinickém vyšetření. Jedná se o příušní mízní uzliny a podčelistní mízní uzliny, povrchové krční mízní uzliny, podpažní přídatné hrudní mízní uzliny, tříselné mízní uzliny a mízní uzliny podkolenní. Celá řada dalších uzlin hmatných není, uzliny se totiž nacházejí i v hrudníku nebo na okruží, na kterém jsou zavěšena střeva.
Mandle psa tvoří Waldeyrův mízní okruh, pes má krční mandle, z nichž je dobře vyvinutá patrová mandle, tonsilla palatina. Jazyková mandle, madle měkkého patra a v okolí hrtanové příklopky je tvořena jen difúzní lymfatickou tkání v podslizničí, stejně tak nosní mandle je nevýrazná.
Největším lymfatickým orgánem je slezina. Slezina psa má červenou barvu a trojúhelníkový tvar, je 10–20 cm dlouhá, 2–4 cm široká a váží 8–150 g. Slezina je vazem spojena se žaludkem a její poloha v břišní dutině proto záleží na náplni žaludku. Při prázdném žaludku leží na levé straně břicha mezi žaludkem, levou ledvinou a břišní stěnou.
Brzlík psa je žlutošedý laločnatý orgán, ve kterém před narozením a u štěňat probíhá diferenciace a funkční dozrávání T-lymfocytů. Má podobu párových laloků a je umístěný v horní části hrudní dutiny nad hrudní kostí. U dospělých psů z něj zbývají jen malé zbytky.

## Nervová soustava

Mozek psa

Nervová soustava psa odpovídá svou stavbou nervové soustavě obratlovců, a to včetně člověka. Centrem nervové soustavy je mozek uložený v lebeční dutině, přičemž psí mozek váží v závislosti na velikosti psa 68–135 g a tvoří tak 0,2–1 % tělesné hmotnosti. Čichové laloky psa, tedy část mozku, kde jsou zpracovávány čichové vjemy, váží asi 60 g, zatímco u člověka je to 4× méně. Mícha psa probíhá páteřním kanálem až k poslednímu, sedmému bedernímu obratli, kde se naposledy větví a dále probíhají jen míšní nervy – tzv. cauda equina. Část nervového systému mimo mozek a míchu se nazývá periferní nervový systém – ten zprostředkovává tok informací ze všech a do všech částí psího těla.

### Smyslová soustava
Prostřednictvím smyslové soustavy získává pes informace o okolním prostředí. Pes má, stejně jako člověk, pět základních smyslů: zrak, sluch, čich, hmat a chuť, ovšem míra jejich významu pro psa a množství a kvalita informací, které poskytují, jsou zcela jiné než u člověka.
Nejdůležitějším psím smyslem je čich. Odhaduje se, že je asi 100 000 krát až milionkrát citlivější než čich lidí. K vynikajícímu čichu je pes předurčen velkou plochou čichové sliznice a množstvím čichových receptorů, německý ovčák má 225 miliónů čichových buněk, bloodhound dokonce 300 miliónů, člověk jen 5 miliónů. Čichová sliznice i celá dutina nosní včetně čenichu je neustále svlažována sekrety žlázek, ve kterých se rozpouští molekuly pachu. Čichovým nervem jsou informace přenášeny do mozku, jehož část zodpovědná za vyhodnocování vjemů je v poměru k celkové velikosti mozku 40krát větší než srovnatelná část mozku člověka. Psi cítí týden starý lidský otisk prstu a ze vzorků pachu lidského dechu či stolice odhalí rakovinu plic nebo tlustého střeva s přesností 88–97 %.
Kromě čichového ústrojí v zadní části nosní dutiny má pes také funkční Jacobsonův orgán, který je využíván především k detekci feromonů a ověřování háravé feny. Proto pes, který větří háravou fenu, může zvýšeně slinit a cvakat zuby, tak se totiž do Jacobsonova orgánu dostává více slin s rozpuštěnými pachy.

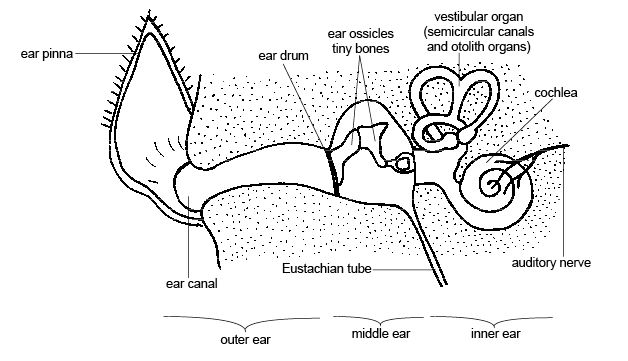
Schema stavby psího ucha

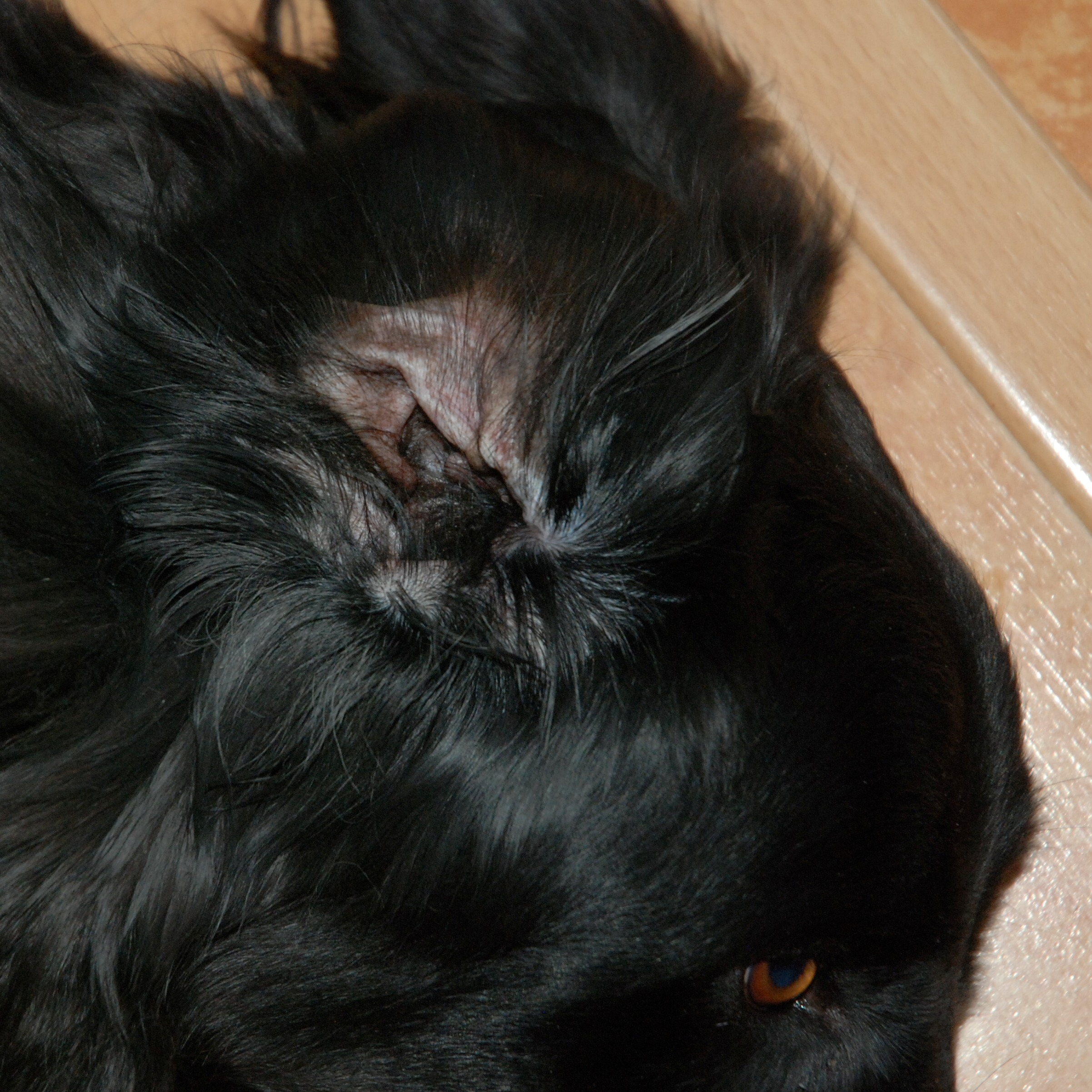
Vstup do zvukovodu psa – povšimněte si množství srsti, pro prevenci zánětů by měla být vytrhána

Sluch je druhý nejdůležitější smysl psa. Orgánem sluchu je ucho, které se skládá ze tří částí: vnější ucho je tvořené pohyblivým ušním boltcem a zvukovodem, na jehož konci je bubínek. Střední ucho je umístěno v dutině ve spánkové kosti a je tvořeno především třemi sluchovými kůstkami – kladívkem, kovadlinkou a třmínkem, které přenášejí vibrace bubínku na oválné okénko vnitřního ucha. To je tvořeno hlemýžděm vyplněným tekutinou a obsahujícím sluchové receptory a rovnovážným orgánem. Rozsah slyšení zdravého psa, tedy frekvenční rozsah, který pes vnímá jako zvuk, je větší než u lidí: psi vnímají zvuk o kmitočtech 67 Hz až 45 000 Hz, někteří autoři uvádějí až 100 kHz. Velká citlivost společně s pohyblivým boltcem, který nasměrovává zvuk do zvukovodu, propůjčuje psovi výjimečně citlivý sluch, s ním lidský sluch nesnese srovnání. Šum, který člověk slyší na vzdálenost 3–4 m, slyší pes ještě ve vzdálenosti 24 m a též výborně vnímá modulace zvuků a tónů.

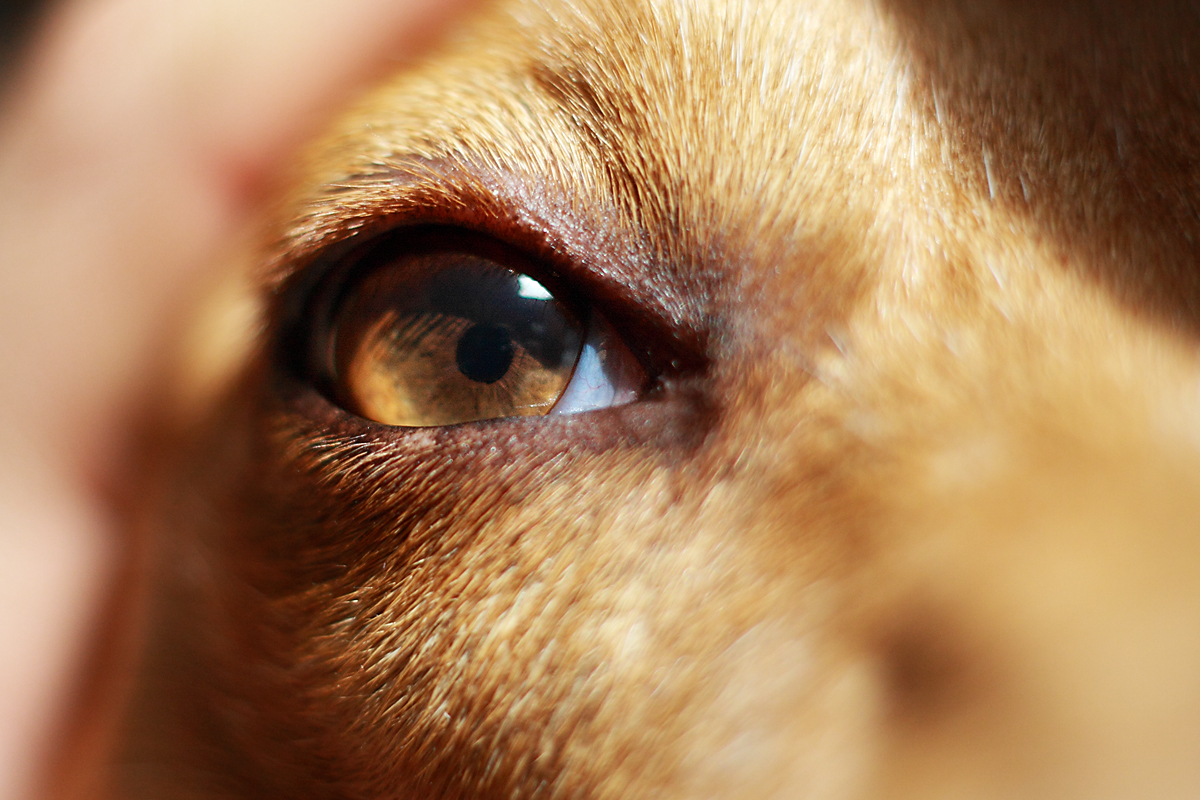
Oko psa

Psí oči jsou podobné očím lidským, ale v mnoha ohledech se od nich liší. Jsou plošší než lidské oči a jejich čočka nemůže zaostřovat stejně dobře jako u lidí, proto pravděpodobně netvoří tak ostrý obraz. Psi jsou dalekozrací, na krátkou vzdálenost nevidí ostře a k prozkoumání blízkých předmětů používají hlavně čich a hmat. Na druhou stranu mají psi, stejně jako ostatní šelmy, v oku za sítnicí tapetum lucidum, odrazivou vrstvu, která umožňuje dobré vidění i za šera, psí oči jsou také citlivější na pohyb. Psi rozpoznají pohybující se objekt na vzdálenosti 900 m. Psí sítnice obsahuje více světločivných buněk tyčinek, které umožňují vnímání kontrastu. Pes na rozdíl od člověka je schopen dokonce rozeznat na stupnici s padesáti odstíny šedi dva odstíny ležící vedle sebe a kruh od elipsy v poměru 9:8. Psi mají větší zorničku a oči položené v porovnání v člověkem více do stran, což jim umožňuje lepší periferní vidění, ale zároveň mají horší vidění binokulární. Na rozdíl od člověka, jehož oko díky setrvačnosti obrazu na sítnici při frekvenci 50–60 Hz ztrácí schopnost rozlišit jednotlivé obrazy a vidí obraz spojitý, psi vidí blikání obrazu až do frekvence 70 Hz. Televizi proto vnímají jako blikající obrazovku.
Psi jsou barvoslepí, ale to neznamená, že nemohou vidět žádné barvy. Nerozlišují oranžovou, žlutou a zelenou barvu a pravděpodobně je vnímají jako odstíny žluté, červenou pak vidí jako hnědošedou nebo černou. Vnímají modrou barvu, ale nerozliší ji od fialové. U lidí by takové vidění bylo označeno za vadu, deuteranopii.
Psi mají velkou slznou žlázu a menší Harderovu žlázu na třetím víčku. Přebytečné slzy z oka odtékají slzovodem do nosní dutiny. U krátkolebých plemen psů je občas slzovod příliš úzký, slzy odtékají také vně oka a zbarvují srst okolo očí dohněda.
Co se chuti týče, pes pravděpodobně získává více informací o potravě čichem, než přímo chutí. Ve srovnání s člověkem má jen šestinu chuťových pohárků, ty se nacházejí především na špičce jazyka. Rozlišuje sladkou, hořkou, kyselou a slanou chuť. Specializované hmatové orgány psa jsou jeho hmatové chlupy. Psi je mají v okolí čenichu, na horním pysku, nad očima a na bradě, používají je k prozkoumávání blízkých předmětů a mohou s jejich pomocí reagovat i na drobné změny v proudění vzduchu. Dalším významným smyslovým orgánem hmatu jsou polštářky na tlapkách, v jejichž škáře se nachází množství nervových zakončení.
Psům je přisuzován také tzv. šestý smysl. Mají údajně schopnost vycítit blížící se zemětřesení a vynikající smysl pro orientaci, který je možná dán schopností vnímat magnetické pole Země, nebo prostě vynikající čichovou pamětí.

## Rozmnožovací soustava
Rozmnožovací soustava psa slouží k plození štěňat. Rozdílné pohlavní orgány psa a feny tvoří základ pohlavního dimorfismu, přičemž po pubertě jsou u psů patrné také sekundární pohlavní znaky – samec bývá větší a mohutnější než samice a má hrubší, širší hlavu, feny bývají menší a jemnější.

### Samčí pohlavní orgány

Schema pohlavních orgánů psa

Pohlavními orgány psa jsou pohlavní žlázy – varlata s nadvarletem umístěná trvale v šourku, kam sestupují obvykle do dvou měsíců věku. Kanálek nadvarlete pokračuje chámovodem, který na semenném hrbolku ústí do močové roury. Pes má jedinou přídatnou pohlavní žlázu, relativně velkou prostatu, jejíž velikost odpovídá přibližně velikosti lískového ořechu až kaštanu. Močová trubice ústí na vrcholu žaludu pyje. Psí penis odstupuje dvěma kořeny od sedací kosti a tvoří jej topořivá tělesa. Žalud je podlouhlý a rovněž vybaven topořivým tělesem, které v jeho zadní části tvoří bulbus glandis. Žalud penisu je též vyztužen pyjovou kostí. Celý pyj sahá až k pupku a je uložen v předkožce, odkud se vysouvá při vzrušení.

### Samičí pohlavní orgány

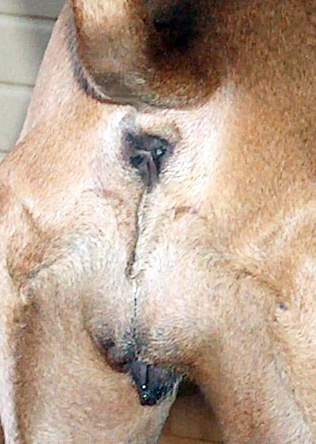
Perineum feny – řitní otvor a vulva

Pohlavní žlázy samice, vaječníky, jsou uložené v dutině břišní, za ledvinami v úrovni 3.–4. bederního obratle, ve vaječníkovém vaku (bursa ovarica) a jsou velké 1–2 cm. K vaječníku je trychtýřovitě přiložena nálevka vejcovodu. Ten má u psa podobu tenké trubičky dlouhé 4–7 cm, která ústí na vrcholu příslušného děložního rohu. Fena má dvourohou dělohu ve tvaru písmene Y. Děložní rohy probíhají rovně směrem v pánvi, na přechodu břišní a pánevní dutiny se spojují v krátké děložní tělo, na které navazuje děložní krček. Pochva feny je dlouhá a končí poševním vchodem, který je u nuliparních fen chráněn panenskou blánou. Na pochvu při vyústění močové roury navazuje svažující se poševní předsíň, kterou obklopuje topořivé těleso bulbus vestibuli. Ve sliznici poševní předsíně jsou žlázy glandulae vestibulares minores. Zevní pohlavní orgány tvoří vulva, též vateň nebo přezka, kterou tvoří dva stydké pysky. Stydké pysky jsou ovládány krátkými svaly, díky nímž je vulva pohyblivá a při krytí jí může rozháraná fena aktivně přibližovat tam, kde cítí pyj psa.

## Soustava žláz svnější sekrecí
Soustava žláz s vnější sekrecí je u psa tvořena vnitřními žlázami, jako jsou slinné žlázy, žlázky ve sliznici střev a slinivka břišní a žlázy nosu, které byly popsány v příslušných kapitolách. V následující kapitole budou popsány žlázy ústící na povrch těla.

### Mléčná žláza

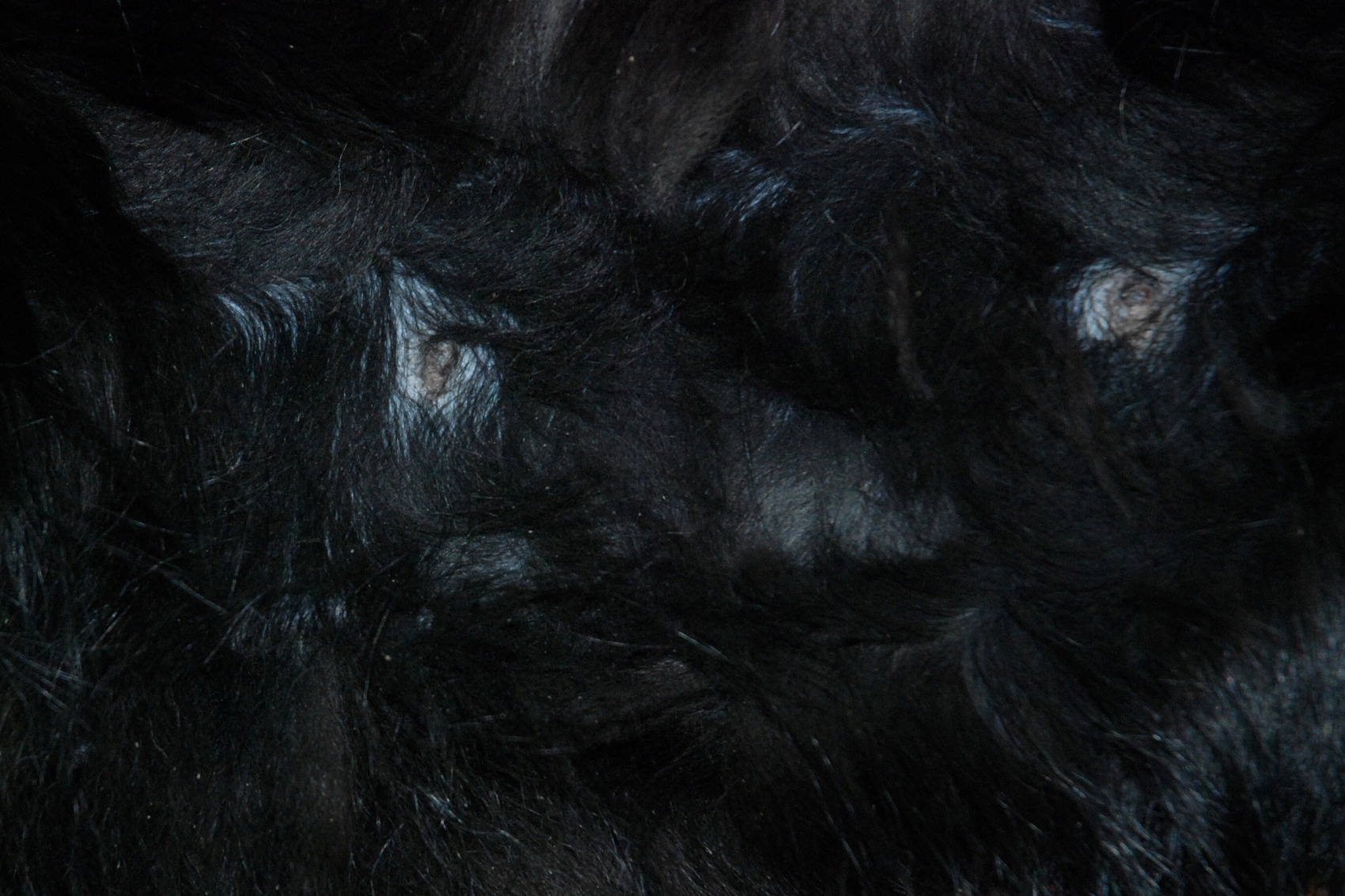
Bradavky psa

Mléčná žláza psa je modifikovaná apokrinní kožní žláza, jejíž sekret, mléko, slouží k výživě novorozených štěňat. Pes má tzv. thorakoinguinální typ mléčné žlázy – párová vemínka leží za sebou v pásu sahajícím od hrudníku až do třísel, obvykle jich je na každé straně pět nebo šest, u malých plemen i méně. Je možný i jejich lichý počet. Na hrotu každého struku ústí 8–12 samostatných strukových vývodů oddělených žlázových jednotek. Podíl žlázového parenchymu se zvyšuje během hárání a zvláště po něm, kdy v organismu přetrvává zvýšená koncentrace progesteronu. I když fena není březí, může za určitých okolností spustit produkci mléka, tomuto stavu se říká falešná březost.

### Pachové a potní žlázy
Pro psa je pachová komunikace zásadní a je proto taky vybaven patřičnými pachovými žlázami. V okolí řitního otvoru psa se nachází tři typy žláz:
- anální žlázy typu I jsou malé, rozvětvené tuboalveolární žlázy, které jsou nahloučené v podslizničí konečníku v kontaktu s vnitřním svěračem konečníku a ústí do zóny intermedii análního kanálu.
- anální žlázy typu II jsou lobulární holokrinní žlázy v kůži okolo řitního otvoru, kam také ústí jejich vývody. Jedná se o modifikované mazové žlázy. Jejich sekret je hlenovitý, obsahuje proteoglykany, lipidy a feromony. Jejich aktivita je svázána s pohlavní aktivitou zvířete.
- anální váčky (sinus paranalis) jsou párové váčkovité duté útvary, 5–30 mm velké,[53] v jejichž stěně se nacházejí komplexy apokrinních žláz. V blízkosti vývodů se vyskytují i ojedinělé holokrinní žlázy. Vývody váčků ústí na přechodu análního kanálu a okolní kůže přibližně v pozici čtyři a osm hodin. Svalovina ve stěnách váčků umožňuje jejich kontrakci a vyprázdnění – stává se tak mimovolně při stresu a během defekace. Silně páchnoucí, žlutý, žlutohnědý nebo hnědý sekret ulpívá na výkalech.

Nadocasní, též ocasní žláza (glandula supracaudalis, organum caudale) je rudimentární pachová žláza nacházející se na horní straně ocasu přibližně nad 9. ocasním obratlem, 3–9 cm od kořene ocasu. Její sekret má voskovitý charakter a při zvýšené činnosti slepuje chlupy nad kořenem ocasu, což je považováno za estetickou vadu. Mezi pachové žlázy lze zařadit též předkožkové žlázy samců.

### Potní žlázy
Pes má jen velmi málo pravých, ekrinních potních žláz, ale apokrinní, pachové kožní žlázy se vyskytují v kůži slabin a mezinoží, na plecích a na krku. Pachové potní žlázy jsou hojné také na povrchu prstních polštářů na tlapkách, kde na 1 cm2 připadá 400–500 žláz. Sekret má funkci při označování teritoria – hrabání po vykonání potřeby není pokusem výkaly zahrabat, ale slouží k rozetření výměšků těchto žláz. Sekrece také zvyšuje přilnavost polštářků k povrchu a usnadňuje pohyb po suché a hladké podložce. U psa nemají potní žlázy téměř žádnou úlohu v termoregulaci.

## Soustava žláz svnitřní sekrecí

hlavní žlázy s vnitřní sekrecí v organismu psa

Endokrinní soustava je soubor žláz, které hormonálně reguluje, řídí a koordinuje činnost celého organismu. Řídícím centrem endokrinní soustavy je hypofýza, která je sama ovládaná nervovou soustavou prostřednictvím hypothalamu. V mezimozku je umístěna také šišinka (epifýza), tvořící základ biologických hodin.
Štítná žláza psa je tvořena dvěma plochými laloky spojenými žláznatým můstkem. Má tmavě červenou až fialovou barvu a nachází se pod hrtanem v úrovni 5.–8. chrupavčitého prstence průdušnice. Na postranní ploše přední poloviny obou laloků leží vnější příštítná tělíska, vnitřní příštítná tělíska jsou umístěna přímo v parenchymu štítné žlázy. Hormony štítné žlázy ovlivňují rychlost metabolismu a homeostázu vápníku.
Endokrinní složka slinivky břišní, Langerhansovy ostrůvky, produkuje inzulin a glukagon ke kontrole množství krevního cukru. Nadledviny psa jsou oploštělé, asi 3 cm dlouhé orgány žluté až žlutobílé barvy, nacházejí se při předním okraji obou ledvin. Hormony nadledvin se kromě jiného účastní regulace krevního tlaku a obsahu solí a glukózy v krvi. Endokrinním orgánem jsou rovněž varlata a vaječníky, jejich hormonální působení řídí pohlavní aktivitu psa a feny.
Funkčně se endokrinní soustava psa neliší od endokrinní soustavy člověka.

## Krycí soustava

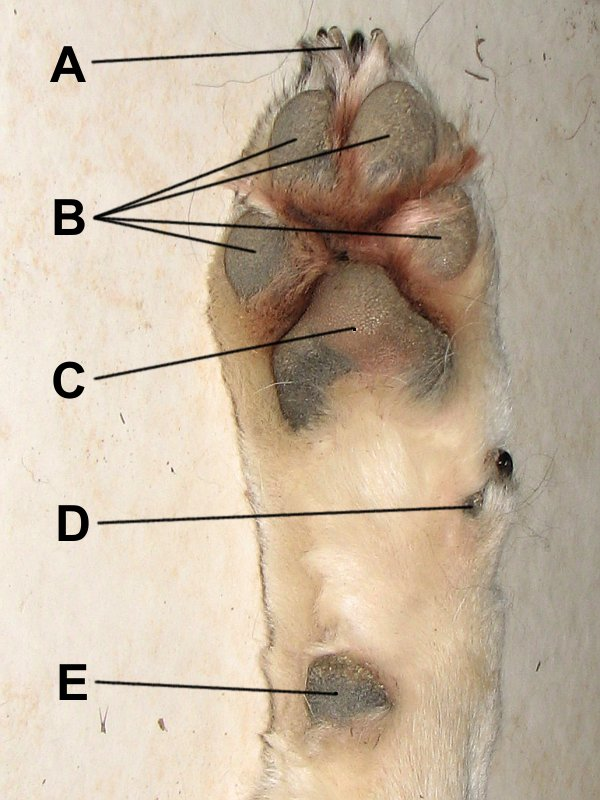
Tlapka hrudní končetiny psa: A – drápy B – prstní polštáře C – metakarpální polštář D – polštář prvního prstu E – karpální polštář

Povrch těla psa pokrývá kůže. Je průměrně 0,5 až 5 mm silná, přičemž nejtlustší je kůže na hřbetě. Pokožka psa je tenčí než u lidí, je tvořená jen 3–5 řadami buněk, u člověka je to nejméně 10–15 řad. Její reakce je zásaditá, pohybuje se od 7,5–8 a je ovlivněná plemenem, pohlavím, stadiem pohlavního cyklu i barvou srsti. Škára je nejsilnější vrstvou psí kůže a jsou v ní uloženy chlupové váčky, mazové žlázy, cévy a nervová zakončení, která společně s hmatovými chlupy vytvářejí hmatový „kožní smysl“. Podkoží dovoluje pohyb kůže po těle psa, obsahuje tukovou tkáň, do kůže se upínají také kožní svaly.
Na tlapkách a na čenichu je kůže silně modifikovaná:
- Na končetinách je kůže přeměněna na polštáře, které při pohybu tlumí nárazy. Podle umístění je rozlišován na hrudní končetině karpální polštář (torus carpalis), který leží na dlaňové ploše zápěstí, metakarpální, velký polštář samotné tlapky, a pět polštářů prstů (tori digitales), přičemž polštář prvního prstu se nedotýká země. Na pánevní končetině je pouze jeden metatarsální a čtyři prstní polštáře. Na povrchu polštářů je bezchlupá, výrazně zrohovatělá pokožka, která může být až 2 mm silná,[55] naproti tomu škára je slabá, ale obsahuje četné potní žlázy. Podkožní vazivo je výrazně vyvinuté a tvoří podklad samotných polštářů, je složené z kolagenních a elastických vláken a tukovou tkání. Konce prstů jsou opatřeny drápy. Dráp je tvořen ze stran zploštělou zrohovatělou ploténkou, která přesahuje kostní podklad drápové kosti (posledního článku prstu). Dráp je zakřiven a tvoří asi 1/4 kruhu, hrot drápu se při chůzi dotýká podložky. Okolní kůže tvoří kolem lůžka drápu výrazný kožní val. Dráp samotný je tvořený pevnou rohovou stěnou sestávající ze třech vrstev rohoviny, spodní plochu drápu tvoří rohovina rohového chodidla, která je drobivá a měkká. Dráp tvoří rohový toulec kolem konce drápové kosti a vyrůstá z citlivé a prokrvené škáry – je-li při stříhání drápů odstřiženo příliš rohoviny, dojde ke krvácení – zastřihnutí.

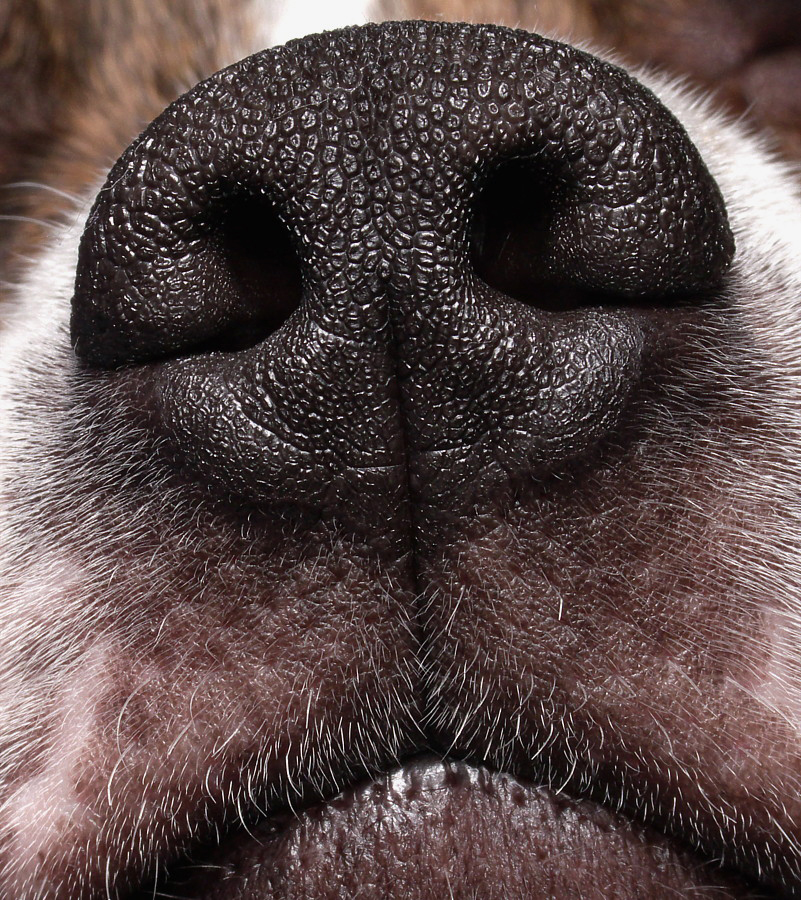
Nosní houba psa – vzor tvořený rohovatějící pokožkou

- Nosní houba může být nepigmentovaná nebo velmi pigmentovaná. Škára tvoří výrazné papily, naproti tomu pokožka je velice tenká, rohovatějící, a tvoří individuálně odlišný vzor mnohoúhelníkový vzor. Samotná kůže čenichu neobsahuje žádné žlázy, ale je neustále zvlhčována sekrety nosních žláz a slzami (které přitékají z oka slzovodem ústícím v nosní dutině). Odpařováním sekretů se čenich ochlazuje, ale jen hodnocením jeho povrchové teploty se nedá stanovit tělesná teplota psa, k tomu je nutné měření rektálně zavedeným teploměrem.

### Srst
Srst je tvořena chlupy o různé délce a tvaru. Její charakter se značně liší v závislosti na plemenné příslušnosti. Chlupy vyrůstají z kořene, který je uložen v chlupovém folikulu ve škáře, přičemž ze společného ústí folikulu vyrůstá štětička chlupů tvořená jedním mohutným pesíkem a šesti až osmi jemnějšími chlupy podsady.
Obecně můžeme rozdělit psí srst do několika druhů:
- Dlouhá srst s podsadou je tvořena hustou kratší podsadou a pevnými pesíky, které přes ni přesahují.
- Hladká srst je tvořena krátkými a přiléhajícími chlupy.
- Hedvábná srst má dlouhé jemné pesíky a může být bez podsady, nebo s hustou jemnou podsadou.
- Kudrnatá nelínající srst je charakteristická kudrnatými jemnými pesíky bez podsady.
- Hrubá srst je tvořena hrubými silnými pesíky, které vyrůstají z kolmo na povrch kůže, a velmi hustou podsadou.
- Zvláštní druh srsti se nechává plstnatět a formuje se postupně do provazců nebo ploten.

Plemena naháčů jsou typická částečným nebo úplným chyběním srsti.